# 長野電灯
長野電灯株式会社（ながのでんとう かぶしきがいしゃ、旧字体：長野電燈株式會社󠄁）は、明治後期から昭和戦前期にかけて存在した日本の電力会社である。長野県北信・東信地方に供給を広げた電力会社の一つで、長野市に本社を置いた。
1897年（明治30年）に設立。翌年に長野県で最初の電気事業者として開業した。明治期には供給区域が長野市内とその周辺部の一部に限られたが、大正時代になると東信地方の佐久地域に進出し、次いでその東側にあたる群馬県西毛地方にも拡大した。
1930年（昭和5年）に同じ北信・東信地方の電力会社信濃電気を傘下に収め、1937年（昭和12年）には同社との新設合併によって長野電気株式会社（ながのでんき かぶしきがいしゃ）を設立した。本項では、1942年（昭和17年）までの5年間にわたる長野電気時代についてもあわせて記述する。

## 概要

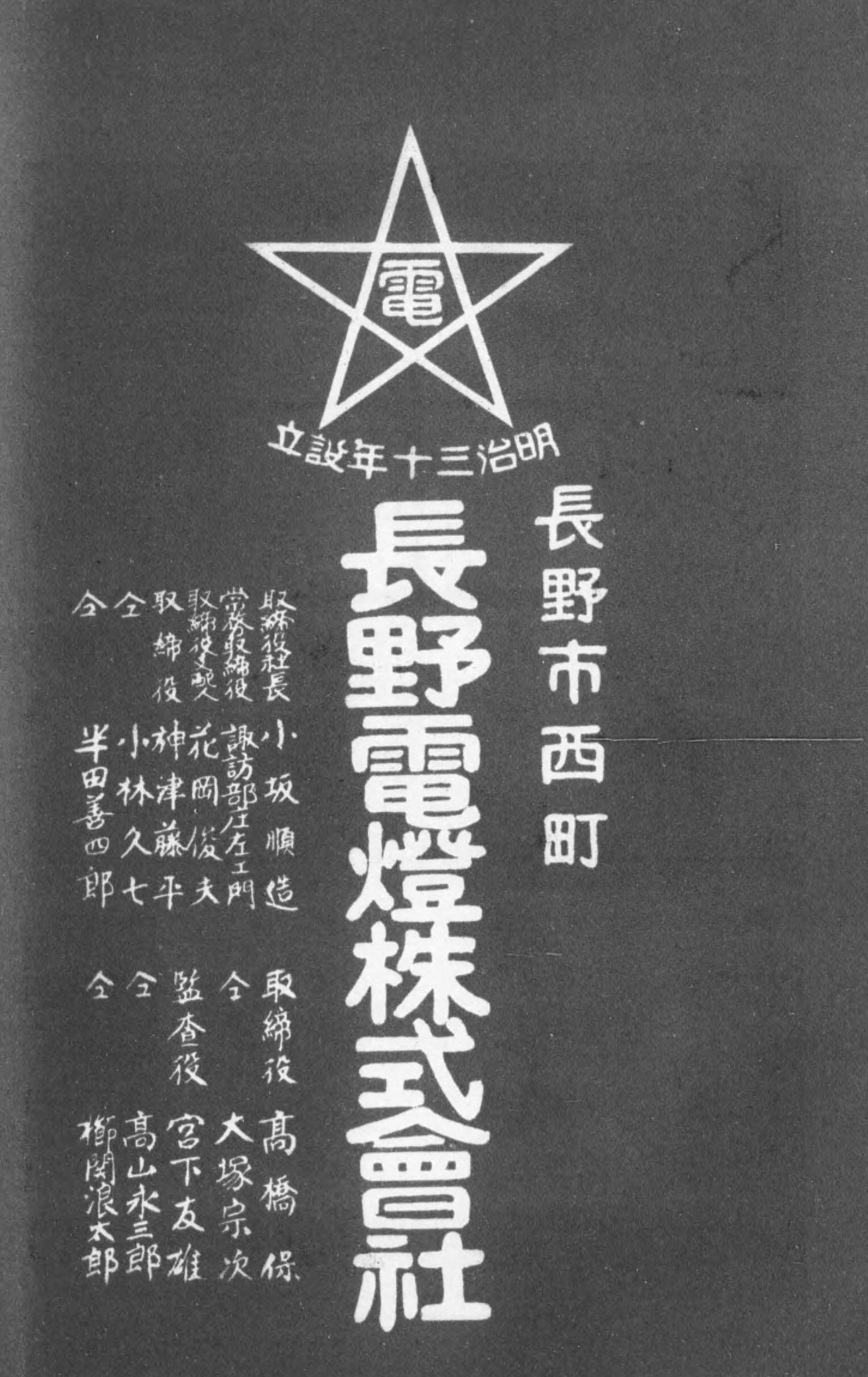
長野電灯の広告（1928年）

長野電灯株式会社は、1897年（明治30年）から1937年（昭和12年）までの40年間にわたり長野県長野市に存在した電力会社である。上高井郡須坂町（現・須坂市）に設立された後発の信濃電気と並ぶ北信地方の主要電力会社で、北信・東信地方における供給を同社と二分した。
長野市での電灯供給を目的として1897年6月に設立されたのが長野電灯の始まりである。長野県下最初の電気事業者として翌1898年（明治31年）5月に開業した。開業後は長野市中心部を核として徐々に事業を拡大していくが、北信地方では5年遅れて開業した信濃電気が供給区域を急拡大したため長野電灯の供給区域は長野市内とその周辺部のほかには旧戸隠村など山間部に限られた。その一方で、信濃電気が東信地方の上田地域へと進出したのに続いて長野電灯も1912年（明治45年）から東信の佐久地域へと進出、最終的に佐久地域のほぼ全域を供給区域に収めた。さらに1923年（大正12年）には県境を越え群馬県西毛地方へ進出して西毛電気を合併し、現在の安中市・富岡市・下仁田町などにあたる地域への供給を始めた。
電源は水力発電所が主力であり、開業初期の発電所が立地した裾花川をはじめ、自社建設の発電所は主に信濃川（千曲川）水系に位置した。発電力は開業時60キロワットに過ぎなかったが1930年代半ばには約2万5000キロワットまで拡大する。ただし大型発電所は関東地方へ送電する売電用であり、自社の発電力全部を自社管内の供給に充てたわけではない。1924年（大正13年）に信濃電気と共同で設立した梓川電力も関東送電用の発電所を梓川に建設している。
長野電灯の初代会長は長野の実業家・政治家である小坂善之助が務め、小坂の引退後も数年の例外を除き小坂の一族が社長職にあった。その中で善之助の長男である小坂順造が信濃電気社長の越寿三郎から信濃電気とその傍系会社信越窒素肥料（後の信越化学工業）の経営を任されたため、1930年（昭和5年）より両社は長野電灯の傘下に入り、翌年以降は小坂順造が3社の社長を兼任するようになった。昭和恐慌による経営悪化からの立ち直りを機に長野電灯と信濃電気の合併手続きが採られ、1937年（昭和12年）3月に新設合併の形で合併が成立して新会社・長野電気株式会社が発足した。新会社でも引き続き小坂順造が社長を務めている。
長野電気時代には小規模事業の統合や大口需要の開拓が推進されたが、電力国家管理政策によって国策電力会社日本発送電・中部配電への設備出資を余儀なくされ、太平洋戦争下の1942年（昭和17年）5月に発足5年で解散した。その後の整理と戦後の電気事業再編成により、旧長野電気の供給区域にあたる地域は長野県内が中部電力、群馬県内が東京電力、1村のみあった新潟県内の部分が東北電力と3社分割経営となり、旧長野電気の発電所については中部電力ないし東北電力（旧信濃電気分の一部のみ）へと継承されている。

## 長野電灯の沿革

### 会社設立

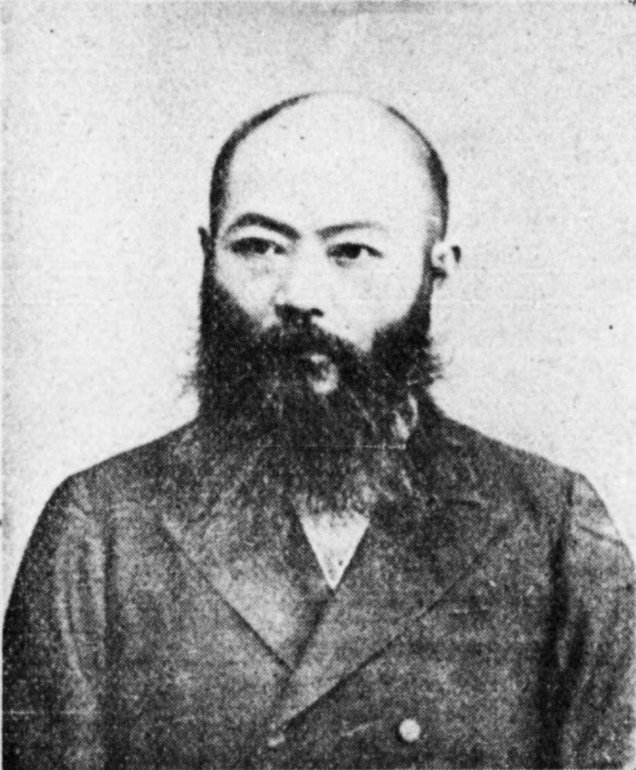
長野電灯初代会長小坂善之助

東京電灯が日本で最初の電気供給事業を開業してから2年が経った1889年（明治22年）12月、愛知県名古屋市に名古屋電灯（東邦電力の前身）が開業し、中部地方においても電気事業の歴史が始まった。中部地方では5年後の1894年（明治27年）より名古屋以外の都市にも電気事業が開業していくが、東海地方側が先行して長野県にまで普及するには時間を要した。長野県の東にあたる北関東側での起業は長野県下よりも早く、群馬県では1894年に前橋電灯が開業した。
長野県下のうち県庁所在地長野市における電気事業起業の動きは、1894年ごろ、戸倉温泉の開祖でもある坂井量之助によって始められた。坂井は信濃川水系裾花川における水力発電所建設を目指し、1894年3月に土地購入を契約して茂菅地区で発電所用地を確保するところまで起業準備を進めたが、会社設立には至らなかった。坂井が進めた計画を引き継いだのが小坂善之助を中心とする長野電灯発起人である。長野電灯は1896年（明治29年）10月1日付で逓信省からの電気事業許可取得に漕ぎつけた。日清戦争後のこの時期、長野県内では複数の電気事業計画が具体化されつつあり、県内での事業許可取得は松本市の松本電灯（1896年8月許可）に続く2例目となった。設立に際しての創立事務所は長野市大門町の長野貯蔵銀行内に置かれた。
翌1897年（明治30年）4月に県へと提出された水利権申請書によると、長野電灯の発起人は以下の5名からなる。
- 前島元助 - 長野市、缶詰商「高田屋」経営[12]・長野貯蔵銀行頭取[13]
- 宮下太七郎 - 長野市、金物商「増屋」経営[12]
- 藤井平五郎 - 長野市、旅館「藤屋」経営[14]
- 羽田定八 - 長野市
- 小坂善之助 - 上水内郡柳原村、信濃銀行頭取[15]

1897年5月17日、長野電灯株式会社の創業総会が城山館で開催された。次いで総会翌月の6月16日付で農商務省から設立免許を取得している。設立時の資本金は4万5000円で、初代の取締役会長には小坂善之助が就いた。小坂は柳原村（現・長野市村山）の豪農小坂家に生まれ、実業界で信濃銀行頭取や信濃毎日新聞社長を務める傍ら衆議院議員となり政治家としての顔も持った人物。設立翌年初頭時点での役員録によると、小坂の他には羽田定八が専務取締役で、前島・藤井・宮下の3名が取締役を務めるとある。役員・大株主は長野市内の有力者や信濃毎日新聞の協力者などからなった。本社については、設立時は長野市大門町、1897年10月以降は若松町に構えた。

### 茂菅発電所建設と開業
1897年7月31日、会社設立前に出願していた長野市大字茂菅における裾花川の水利権が長野県より許可された。発電所建設地は市街地から4キロメートルほど離れた山間部にあたる。発電所工事は東京の品川電灯が請け負い、1898年（明治31年）3月30日に完成。4月18日には検査も完了した。この茂菅発電所の当初設備は米国モルガン・スミス製水車1台と芝浦製作所製の60キロワット (kW) 単相交流発電機1台からなる。
茂菅発電所の完成後、1898年5月9日に電灯使用の認可が下り、10日夜に試験点灯を実施したのち11日夕より電灯供給を開業した。先に事業許可を得ていた松本電灯が翌1899年（明治32年）12月の開業となったことから、長野電灯が長野県第一号の電気事業者にあたる。開業当時の供給区域は長野市内の38町。電灯数は定額灯1071灯・従量灯1灯で、電灯には終夜点灯する「終夜灯」と0時以降は消灯する必要がある「半夜灯」という2種の区分が存在した。開業後、電灯は善光寺・長野駅周辺の旅館・商店から一般家庭に至るまで、徐々に普及していった。
十分な需要の確保に成功した長野電灯の経営は当初から順調で、1年目から年率8パーセントの配当が可能であった。需要増加により開業1年未満で早くも発電力が限界に達し新規の申し込みを謝絶せざるを得ない状況に追い込まれたため、1899年3月10日に臨時株主総会を開いて増資を決議（資本金は3万5000円増の8万円に）した上で、4月に茂菅発電所発電機の増設を出願した。増設設備は米国モルガン・スミス製水車1台と芝浦製60 kW三相交流発電機（周波数60ヘルツ）からなり、翌1900年（明治33年）3月20日に使用認可が下りた。
増設後、1900年内に電灯数は2000灯を超えた。同時期の「電灯点火規則」によると、電灯料金は電球の燭光（明るさ）別に月額料金が規定されており、10燭灯の場合は半夜灯60銭・終夜灯70銭、16燭灯の場合は半夜灯80銭・終夜灯1円という料金であった。6灯以上取り付ける場合には割引があり、また室内電線器具損料として1灯につき月15銭も別途徴収された。

### 信濃電気の拡大

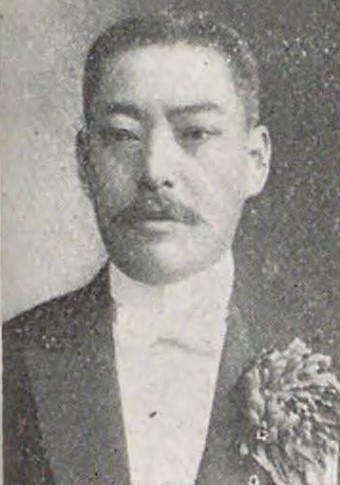
長野電灯第2代会長花岡次郎

長野電灯の開業以後、長野県下では1899年松本電灯、1900年飯田電灯（下伊那郡飯田町）・諏訪電気（諏訪郡上諏訪町）、1902年（明治35年）上田電灯（小県郡上田町）の順で新たに電気事業が開業していく。隣接する山梨県でもこの間の1900年に甲府電力が開業している。こうした流れの中の1903年（明治36年）12月、長野県内6番目の電気事業者として信濃電気株式会社が開業した。この信濃電気は、長野市の東方、信濃川（千曲川）東岸にあたる上高井郡須坂町（現・須坂市）に設立された電力会社である。創業者は同地で製糸業を営む越寿三郎。信濃川水系米子川に出力120 kWの米子発電所を設け、開業初期には須坂町やその北側の下高井郡中野町（現・中野市）に供給した。
信濃電気開業と同時期、長野電灯でも事業の拡張をなすべく新発電所の建設を決定した。新発電所は芋井発電所といい、既設茂菅発電所から見て裾花川の上流約2キロメートルの地点にあたる、上水内郡芋井村大字入山（現・長野市入山）に位置する。芋井発電所の使用認可は1905年（明治38年）4月29日付で、出力は当初250 kW、1907年（明治40年）12月以降は550 kWである。長野電灯では芋井発電所建設を機に1904年（明治37年）7月と翌年7月の2度にわたり電灯料金を引き下げ、需要開拓に努めた。市外への供給区域拡大も1904年4月より着手し、芋井村を皮切りに安茂里村、小田切村へと順次広げていった。長野電灯の電灯数は1907年に1万灯へ到達。また1906年（明治39年）より電灯供給に加えて動力用電力の供給も追加された。
一方の信濃電気では、新潟県境となっている関川上流部において1906年に高沢発電所を新設した。発電所出力は600 kW（のち3,950 kW）と大型であり、長野市内の需要増加にあわせて発電所の新増設を重ねていくという長野電灯の堅実経営とは対照的な積極経営方針が現れている。両社間には供給区域の拡がりにも差があり、逓信省の資料によると1908年（明治41年）末時点における長野電灯の供給区域が長野市内のほかには芋井村・安茂里村（小田切村は未開業）と芹田村所在の長野駅構内に限られたのに対し、信濃電気の供給区域は須坂町・中野町のほか長野電灯区域の外縁部（上水内郡吉田村・三輪村・芹田村など）を含み、さらに千曲川上流側の埴科郡松代町・屋代町や更級郡稲荷山町にも及ぶ。加えて長野電灯区域と重複する形で長野市内一円に電力供給区域（電灯供給不可）も設定していた。信濃電気は長野市内進出強化の一環として1906年5月に市内の西後町に支店を開設している。
長野電灯では1900年代には2度の増資が行われており、まず1903年12月7万円の増資が、次いで1907年1月7万5000円の増資がそれぞれ決議され、資本金は8万円から22万5000円に拡大された。経営面ではこの間の1906年1月、小坂善之助が病気療養のため会長から退き、娘婿の花岡次郎がその後を任された。直後の役員録には、会長花岡次郎のほかには前島元助・羽田定八・水品平右衛門（長野のセメント・石炭商）・諏訪部庄左衛門（長野の菜種油商）の4名が取締役を務めるとある。

### 佐久・伊那進出

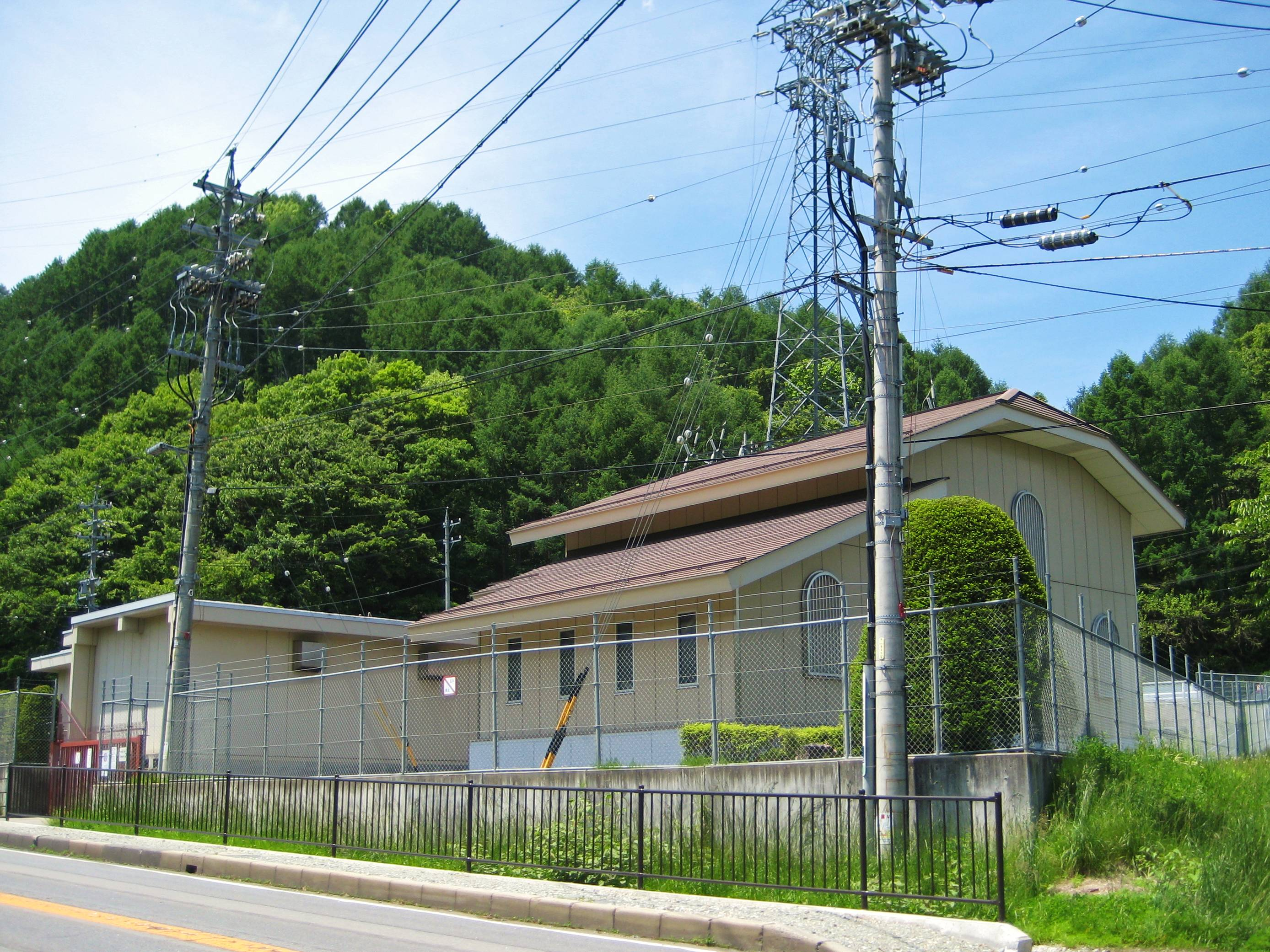
八那池第一発電所（2009年）

1910年（明治43年）3月になり、長野県知事らの調停によって供給区域の棲み分けに関する協定が長野電灯と信濃電気の間に成立した。協定内容は、長野市内における信濃電気の設備・供給権を長野電灯が買収するとともに、長野電灯は信濃電気から最低200 kW・最大1,000 kWの受電を開始する、というものである。30日に長野電灯は臨時総会を開き、7万5000円の借入金を充てて信濃電気から設備・供給権を買収する旨を決議している。協定成立により信濃電気は長野市内進出を断念し、代わりの販路を求めて東信地方進出を図り翌1911年（明治44年）に小県郡上田町（現・上田市）の上田電灯を合併した。
信濃電気の上田地域進出に対し、長野電灯においても信濃電気区域を避けつつ他地域へと進出する方針を立て、東信地方のうち上田地域の東側にあたる佐久地域と、県南部の伊那地方への拡大を図った。まず佐久地域では、1911年7月22日付で未開業の小諸電気合資会社から事業を譲り受け、北佐久郡岩村田町（現・佐久市）に佐久支社を設置した。この小諸電気は1910年4月15日、北佐久郡小諸町（現・小諸市）に資本金3万円で設立。大阪の才賀藤吉が1万5000円を出資しており、才賀と地元小諸の大塚宗次・依田太兵衛の3名が無限責任社員であった。長野電灯では小諸電気のほかにも佐久地域で計画されていた岩村田電気合資会社・佐久電気株式会社を合同。南佐久郡北牧村（現・小海町）に松原湖の水を引く八那池発電所を、岩村田町と南佐久郡野沢町（現・佐久市）の2か所に変電所を配置し、1912年（大正元年）12月7日より佐久支社の事業を開始した。逓信省の資料によると、同年末時点では臼田・野沢・中込・岩村田・小諸などの町村に供給中とある。
一方の伊那地方では、1911年7月24日付で伊那電灯株式会社発起人から事業を譲り受けて伊那支社を開設した。伊那電灯は上伊那郡伊那町（現・伊那市）で重盛二三四らによって計画されていた事業者であり、これを引き継いだ長野電灯では天竜川水系小黒川における水力発電事業に着手した。逓信省の資料によると伊那支社の開業は1913年（大正2年）1月21日付で、翌年までに伊那町のほか北は南箕輪村、南は赤穂村（現・駒ヶ根市）までの範囲で供給を始めた。このうち赤穂村では村営電気事業の計画が以前からあり、開業早々に事業の村営化交渉が始まる。その中で村営化実現を求める住民により「不点火同盟」が結成されたため、長野電灯ではその切り崩しにかかったが、住民の反発を招いて1913年8月1日に同盟参加者による家屋の破壊・放火事件が発生した（赤穂騒擾事件）。
新設発電所の出力については、佐久支社の八那池発電所が270 kW、伊那支社の小黒発電所が225 kWであった。このうち佐久支社管内は需要が大きく、八那池発電所は1913年から540 kW、1915年（大正4年）8月から810 kWと増強が重ねられた。この間の1914年（大正3年）7月からは北佐久郡東長倉村（現・軽井沢町）での供給も始めている。佐久支社拡大の一方で、伊那支社については1915年11月25日付で伊那電車軌道（後の伊那電気鉄道）へ事業を譲渡し支社を閉鎖した。伊那電車軌道は伊那地方に鉄道（現在の飯田線北部に相当）を敷設しつつ1913年から電気供給事業も手掛けており、長野電灯伊那支社の買収以降も1918年（大正7年）に飯田の飯田電灯を合併するなど供給事業を拡大することとなる。

### 事業拡大と兼営事業

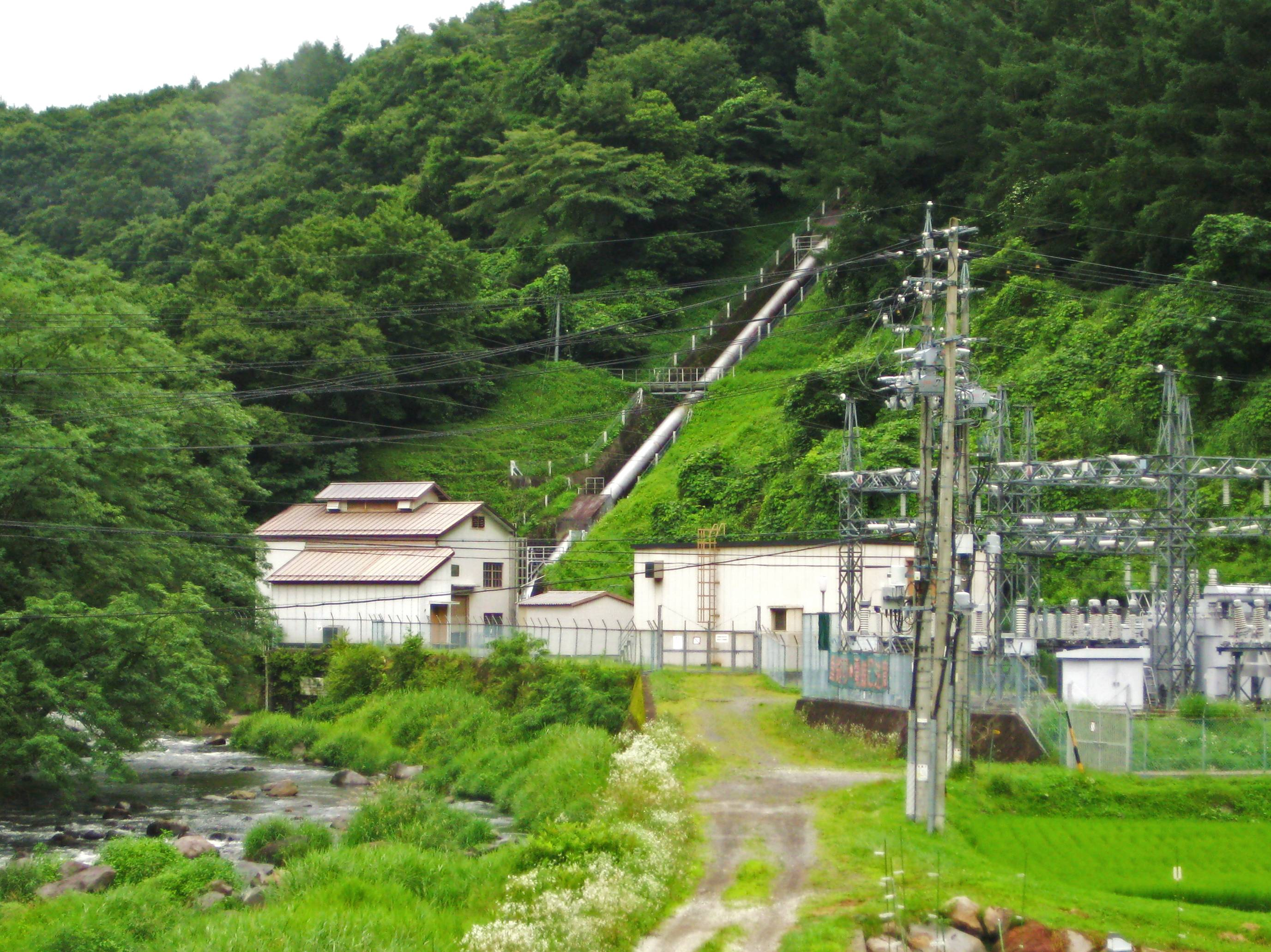
茂沢発電所（2009年）

長野電灯の電灯取付数は1917年（大正6年）上期に5万を超え、その4年半後の1921年（大正10年）下期には10万灯に到達した。この1921年下期には動力用電力供給も1000馬力を超えている。その間、佐久支社管内では1919年（大正8年）3月に出力450 kWの八那池第二発電所が、翌1920年（大正10年）6月には出力1,600 kWの茂沢発電所がそれぞれ運転を開始しており、発電力は計2,860 kWに拡大した。八那池第二発電所は八那池第一発電所の放水による発電所で、同所と同じ北牧村に立地。茂沢発電所は信濃川水系湯川の発電所で北佐久郡伍賀村大字茂沢（現・軽井沢町）に位置する。一方で長野市その他の本社管内の発電力は茂菅・芋井両発電所計670 kWのままで変化がない（別途信濃電気から1,000 kW受電）。
1910年代の電灯供給拡大に関しては、白熱電球のうち発光部分（「フィラメント」という）に金属線を用いる金属線電球の普及もみられた。金属線電球は発光部分に炭素線を用いる旧来の炭素線電球に比べて著しく高効率・長寿命の電球であり、タングステン電球（発光部分にタングステン線を用いる電球）の場合には炭素線電球に比して約3分の1の消費電力で済むという特徴を持つ。長野電灯における金属線電球の利用は、逓信省の資料によると1912年時点では常時灯全体の5パーセントを占めるに過ぎなかったが、1921年末時点では点灯中の炭素線電球は皆無になっている。
1910年代半ばの大戦景気期には自社の電力を活用した化学工業事業にも参入し、1916年（大正5年）より佐久地域の岩村田町に工場を建設し炭化カルシウム（カーバイド）の製造を開始した。カーバイド製造は信濃電気がすでに1906年から手掛けていた事業であるが、大戦期のころには豊水期の発電量増加で生ずる不定時電力（特殊電力とも）の消化手段として北陸地方を中心に起業が相次いでいた。しかし長野電灯は大戦終結後に押し寄せたカーバイド市況悪化の波を超えられず、1919年には工場閉鎖を余儀なくされた。これに対し信濃電気は1920年代に入ってもカーバイド事業を存続させ、1926年（大正15年）には大手石灰窒素メーカーの日本窒素肥料との提携により信越窒素肥料（後の信越化学工業）を設立することになる。
カーバイド事業と異なり長野電灯の直営ではないが、経営陣が長野市における都市ガス事業にも関わった。長野市のガス会社長野瓦斯（長野ガス、1945年東京ガスに合併）が設立されたのは1912年9月5日のことである。設立時の代表取締役は長野の中沢与左衛門。また福澤桃介率いるガス事業投資会社日本瓦斯（1910年設立）で技師長を務める原専造と支配人を務める高木得三が役員に名を連ねる。長野瓦斯は石堂町にガス工場を設けて1913年1月よりガス供給を開始したが、まもなく役員に異動があり、同年9月に原・高木らが役員を辞任し、その後花岡・諏訪部ら長野電灯関係者が役員に補選された。1915年の役員録をみると、長野瓦斯の役員は7名のうち取締役・監査役各1名を除いて長野電灯の取締役・支配人に置き換わっている。1918年2月に長野電灯が新社屋を長野市西町571番地に新築し若松町から移転すると、同系会社として長野瓦斯も同じ社屋に入った。
1910年代を通じて長野電灯は2度の増資を実施した。1度目は佐久・伊那両支社設置前の1911年7月に決議されたもので、増資額は37万5000円。2度目は1916年1月に決議されており、増資額は60万円である。これらの増資で資本金を120万円へと拡大し、さらに1920年6月に130万円の増資を決議して、250万円としている。

### 群馬県進出

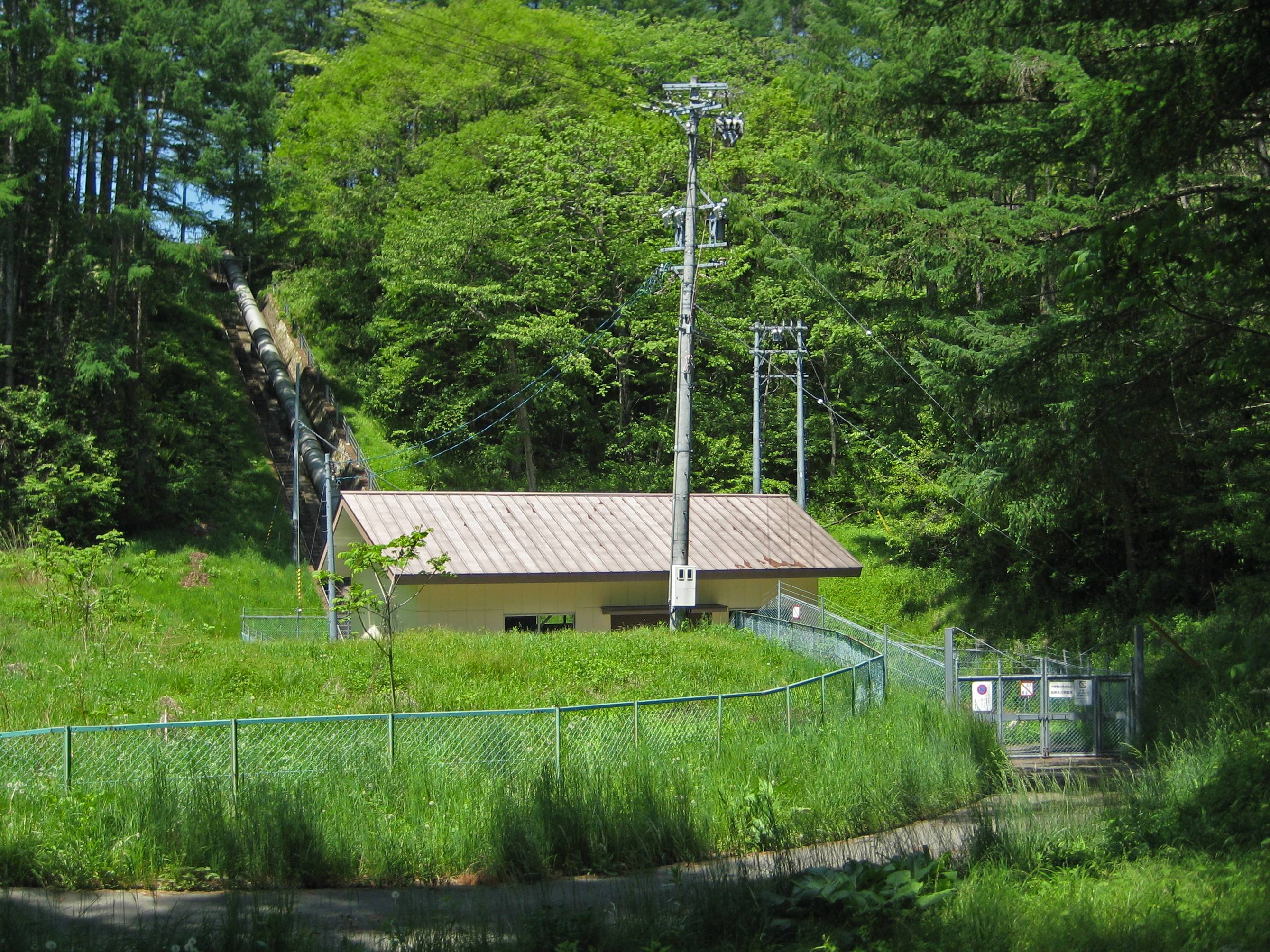
松原発電所（2009年）

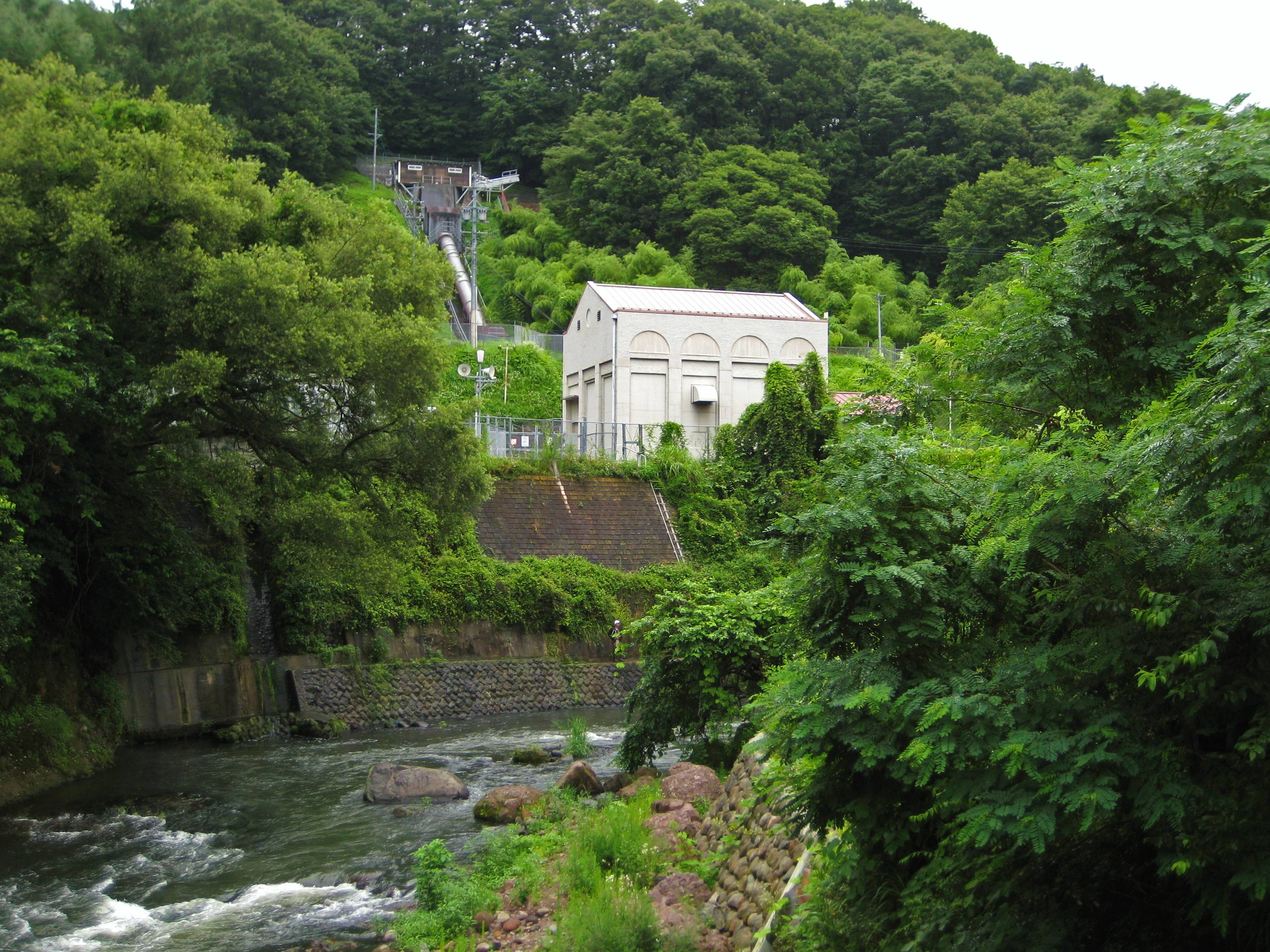
広戸発電所（2009年）

1920年代に入ると長野電灯は合併を積極化させた。まず1921年8月1日、北佐久郡岩村田町にあった東亜電気黒鉛株式会社を合併した。合併に伴う増資額は10万円。東亜電気黒鉛は1920年3月30日に資本金100万円をもって設立された会社で、カーボン・人造黒鉛の製造や電力販売を目的としており、北佐久郡伍賀村大字広戸（現・御代田町）の湯川に水利権を持っていた。
長野電灯は続いて1923年（大正12年）9月1日開催の株主総会で群馬県の電力会社西毛電気と西毛電力・上信電気の合併を決議し、同年12月1日付で3社を合併した。合併に伴う資本金増加は計80万円であり、合併後の資本金は340万円となっている。3社のうち西毛電気は1909年（明治42年）1月20日、群馬県碓氷郡安中町（現・安中市）に資本金10万円で設立。完成直後の発電所が水害で流出したため開業が遅れたが、群馬県境に近い坂本町（現・安中市）に高芝発電所を建設し1911年10月1日開業に漕ぎつけた。最終的な西毛電気の供給区域は安中町・坂本町や北甘楽郡富岡町（現・富岡市）・下仁田町など碓氷・北甘楽両郡にまたがる計28町村。資本金は1919年以降30万円で、社長は開業以来安中の湯浅三郎が務めていた。西毛電力・上信電気はいずれも安中に設立された水力発電を目的とする会社で、前者は1923年3月16日、後者は同年6月10日の設立。資本金は両社とも40万円で、湯浅が代表取締役を兼ねた。西毛電気の合併に伴い、長野電灯では安中町に西毛支社を設置した。
西毛支社設置時、その管内には高芝 (120 kW)・坂本 (50kW) 両水力発電所と予備ガス力発電所の富岡火力発電所 (60kW) があったが、東京電灯からの受電契約が最大500 kWあり自社発電力を上回っていた。そこで長野電灯では1924年（大正13年）5月に佐久支社管内の発電所と西毛支社管内の変電所を連絡する送電線を新設、佐久支社側から700 kWの送電を始めて受電を廃止した。さらに発電所についても1925年（大正14年）4月に富岡発電所を、1932年（昭和7年）8月には高芝・坂本両発電所を廃止している。一方で佐久支社管内では電源開発が進められ、1924年12月長倉発電所（出力520 kW）、1925年8月松原発電所（出力450 kW）、1926年1月広戸発電所（出力1,500 kW）の順に運転を開始した。長倉発電所と広戸発電所は茂沢発電所と同じく湯川に開発された発電所で、前者は北佐久郡西長倉村（現・軽井沢町）、後者は前述の伍賀村大字広戸に位置する。松原発電所は大月川から取水する発電所で、南佐久郡北牧村にある。
事業規模が拡大しつつあった中の1923年9月、社長の花岡次郎が死去。後継社長には同月末から小坂順造が就任した。小坂順造は初代会長小坂善之助の長男で、1908年に帰郷し父が関係する信濃銀行の常務に就任して以来長野の財界で活動し、他方で父同様に衆議院議員に当選して財界人と政治家を兼ねた人物である。さらに翌1924年1月には諏訪部庄左衛門と湯浅三郎が常務取締役に就任した。同年7月17日、西毛電気ほか2社に続く合併として信州電力株式会社の合併を株主総会で決議し、10月1日付で合併した。合併決議と同時に390万円の増資も同時に決議されており、合併に伴う20万円の資本金増加を加えて合併後の資本金は750万円となった。信州電力は前年12月に設立されたばかりの会社で、資本金は100万円、本店所在地は長野電灯と同一で、役員も諏訪部庄左衛門や小坂順造ら長野電灯役員が兼ねていた。

### 山間部供給と小規模事業統合

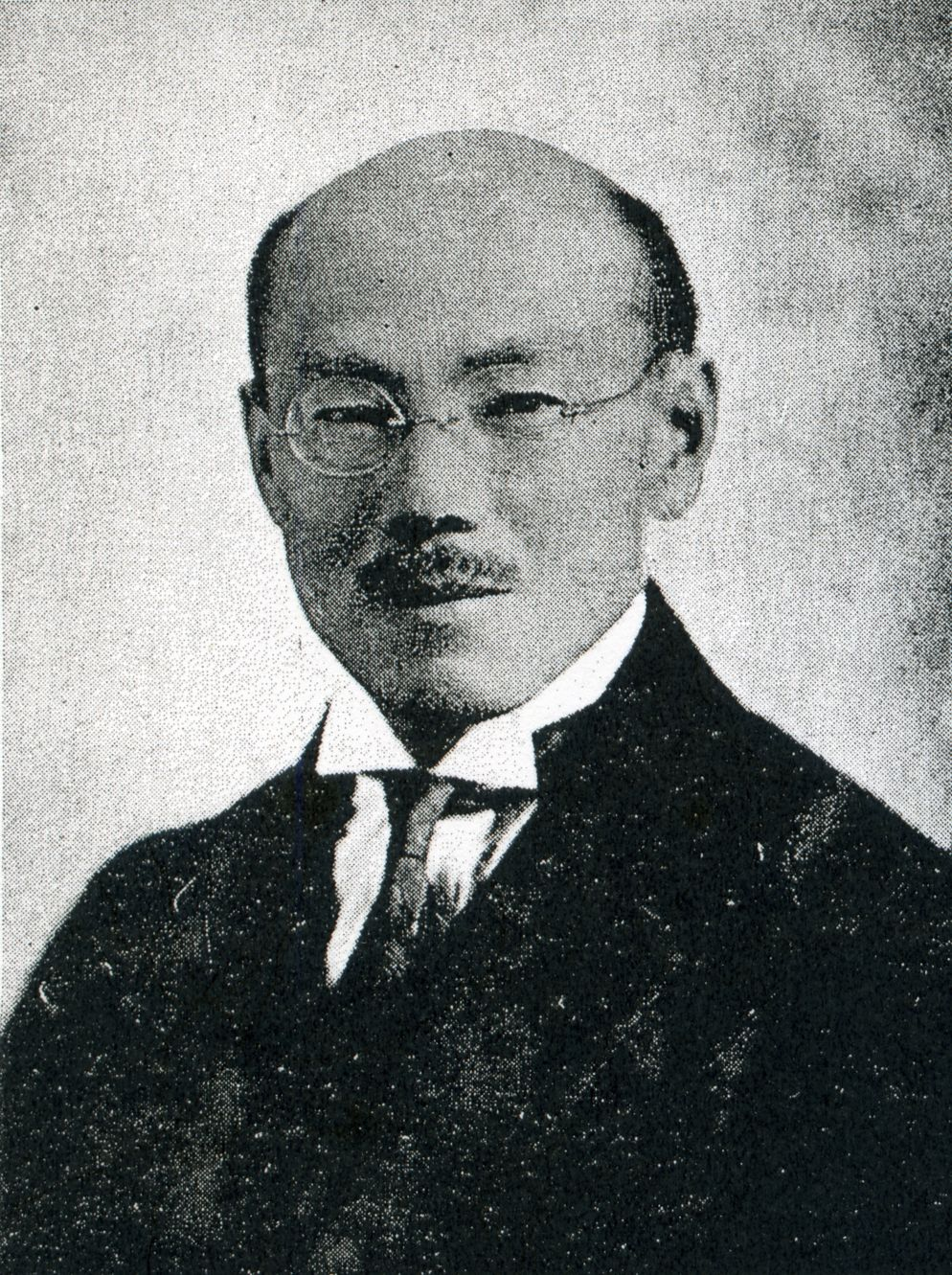
長野電灯第3・5代社長小坂順造

1920年代を通じて長野電灯の供給成績は拡大した。前述の通り電灯数は1921年下期に10万灯に到達していたが、6年後の1927年（昭和2年）下期には倍の20万灯を超え20万1022灯となった。同時点での動力用電力供給は3197馬力（約2,384 kW）である。電灯数についてはこの間1923年12月の西毛電気合併のみで2万6805灯の増加をみている。
1920年代前半、長野電灯は山間部への供給区域拡張を終えた。本社管内の上水内郡では、1922年（大正11年）1月より鬼無里村（現・長野市鬼無里地区）、同年12月その隣の日里村大字日下野（現・長野市中条日下野）で供給開始。1924年4月にはさらにその南側の栄村境沢集落にて供給を始めた。佐久支社管内では1924年2月より南佐久郡北相木村、同年7月からは南佐久郡南端の川上村でそれぞれ供給を開始。西毛支社管内でも1925年4月北甘楽郡秋畑村（現・甘楽町秋畑）での供給を始めた。長野電灯の営業報告書によると、これ以降に供給区域へ編入された町村はない。
ただし山間部に散在する小規模事業者を統合する形で、1920年代後半も供給区域は拡大を続けた。その第一号は親川電気からの電気事業譲り受けで、1925年3月17日付で逓信省より認可を得た。次いで丹生電気と小日向水力電気を統合した。前者は会社自体の合併、後者は電気事業の譲り受けという形式をとる。双方とも1926年9月25日付で逓信省から統合の認可を得ており、前者については10月1日付で合併を実施している。さらに6年後の1932年10月15日付で碓氷電気から電気事業を譲り受けた。これら統合4社の概要は以下の通り。
親川電気株式会社
1919年4月24日、資本金6000円で長野県南佐久郡小海村（現・小海町小海）に設立。翌1920年9月に開業した。供給区域は小海村の一部（長野電灯も同村の一部を供給区域に含む）に限られ、電源も親沢川に構える出力2 kWの直流発電所という小規模なものであった。
1925年9月20日付で解散した。
丹生電気株式会社
1917年6月9日、資本金1万3000円で群馬県北甘楽郡丹生村大字上丹生（現・富岡市上丹生）に設立。開業は1919年1月で、北甘楽郡のうち丹生村と高田村の一部を供給区域とした。丹生村内の丹生川に出力15 kWの水力発電所を持つ。
丹生電気のみ合併形式の統合である。合併に伴う長野電灯の資本金増加は5万円。
小日向水力電気株式会社
1920年4月4日、資本金5万円で群馬県碓氷郡九十九村大字小日向（現・安中市松井田町小日向）に設立。開業は翌1921年6月で、九十九村内を供給区域とした。自社発電所は建設せず碓氷電気からの受電のみで営業する。
1926年9月30日付で解散した。
碓氷電気株式会社
1919年8月20日、資本金10万円で群馬県碓氷郡細野村大字上増田（現・安中市松井田町上増田）に設立。開業は翌1920年10月で、碓氷郡のうち細野村と後閑村を供給区域とした。細野村内の中川に出力50 kWの水力発電所を持つ。
1932年10月8日付で解散した。
また1930年（昭和5年）1月17日の株主総会にて東信電気が経営する長野県南佐久郡南相木村における電気事業の譲り受けを決議し、同年6月1日より同村での営業を開始した。この東信電気は千曲川を中心に電源開発を手掛ける卸売り電力会社で、佐久地域にも多数の水力発電所を持つ。事業の中核は東京電灯への電力供給であるが、1925年4月より一般供給として南相木村での供給を始めていた。

### 大型水力発電所の建設
前述の通り、長野電灯は佐久地域において1926年にかけて長倉・松原・広戸の3発電所の運転を開始した。広戸発電所完成時点での発電力（西毛支社管内を除く）は8発電所・計6,000 kWである。また1927年7月1日より千曲電気株式会社からの受電を開始した。受電高は2,394 kW（1930年末時点）。千曲電気は一般供給を行わない売電専門の事業者で、1925年11月23日南佐久郡臼田町臼田（現・佐久市臼田）に設立。資本金は100万円で尾澤福太郎が代表取締役を務める。発電所は千曲川から取水する臼田発電所（出力2,400 kW）があり、1927年6月臼田町勝間（現・佐久市勝間）に完成した。
佐久支社管内で発電所新設が続いたのに対し長野方面の本社管内における発電所新増設はないが、信濃電気との間で1910年に締結された供給契約が1925年3月に満期を迎えた際、受電高が500 kW増の1,500 kWに引き上げられた。その前年の1924年1月には、信濃電気からの受電に関して新たな受電拠点として長野市内に芹田変電所を整備している。芹田変電所における受電高は、1930年末時点ではさらに1,000 kW増の2,500 kWとある。送電線については、1925年秋、信濃電気との間で相互に電力を融通するための設備として長野電灯側で小諸変電所（北佐久郡小諸町）の増設工事、信濃電気側で小諸変電所と大屋変電所（小県郡神川村）を繋ぐ送電線の新設工事を施工した。さらに1927年9月からは芹田・小諸両変電所間を直結する自社送電線「長野送電線」の使用を開始し、佐久支社側の発電所から本社管内への送電を始めた。

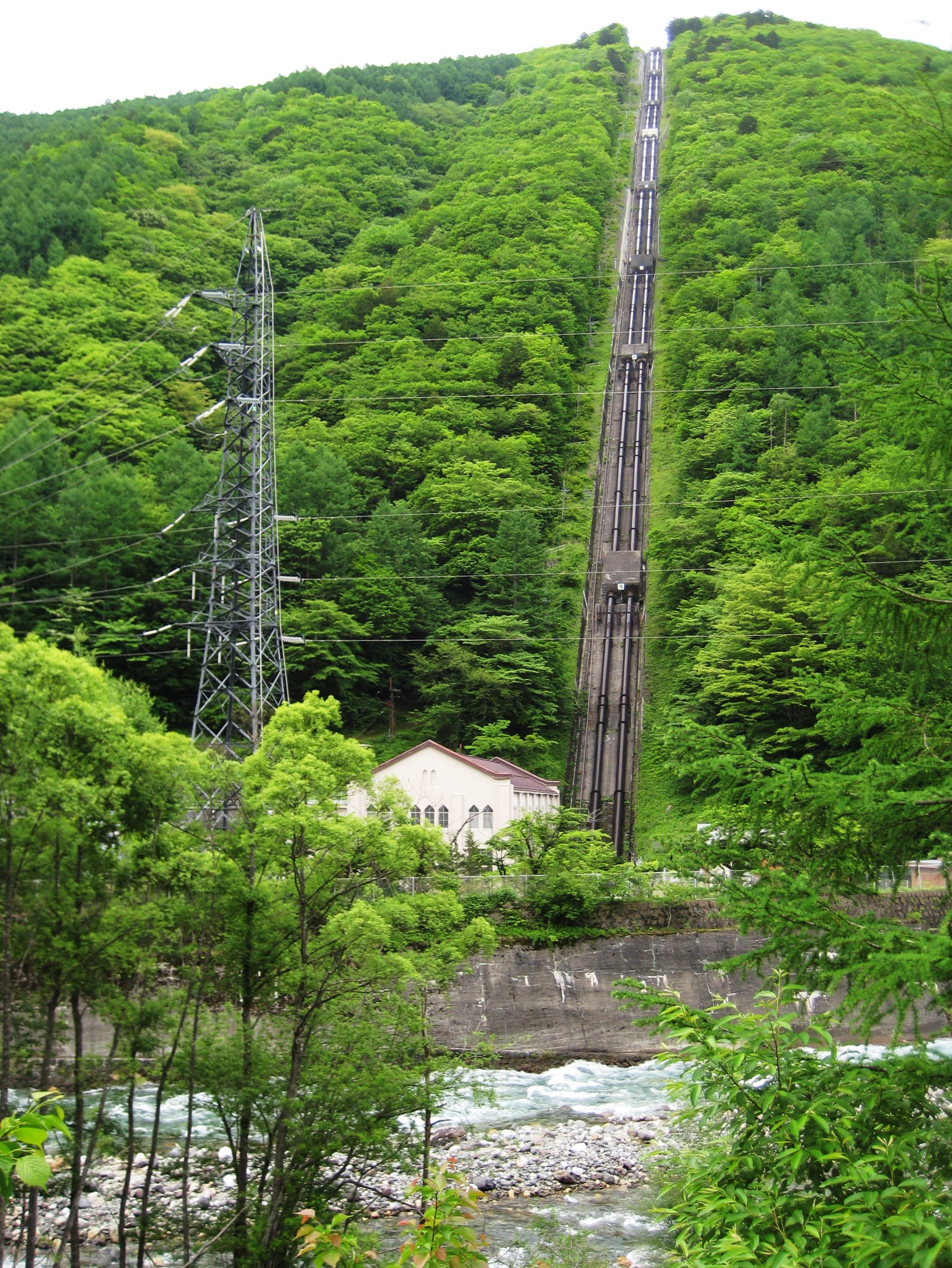
霞沢発電所（2008年）

こうした自社供給用の発電所とは別に、他社売電専用の発電所も建設した。平穏（ひらお）第一発電所・平穏第二発電所・平穏第三発電所がそれである。3か所とも長野県下高井郡平穏村（現・山ノ内町平穏）に立地。第一・第二発電所は1926年12月より、第三発電所は翌1927年8月よりそれぞれ運転を開始した。信濃川水系横湯川・角間川（双方とも夜間瀬川支流）からの引水によって発電する発電所群であり、第一発電所は川からの取水で、第二発電所は第一発電所の放水を受けて発電。そして第三発電所は第二発電所の放水を調整池に一旦貯め、発電による流量の変動を下流側に及ぼさないよう調整しつつ発電する（逆調整池式発電所）。発電所出力は第一発電所が10,200 kW、第二発電所が5,000 kW、第三発電所が480 kWで、発生電力はすべて大手電力会社大同電力へと売電された。
梓川電力株式会社という傍系会社を通じた電源開発も展開した。同社は長野電灯と信濃電気が折半出資で設立した会社で、1924年12月9日、資本金300万円で長野市西町571番地に発足。小坂順造が社長、信濃電気副社長の小田切磐太郎が副社長を務める。この梓川電力は長野県西部の南安曇郡安曇村（現・松本市安曇）に信濃川水系犀川（梓川）の大正池から取水する霞沢発電所を建設し、1928年（昭和3年）12月1日より営業を開始した。霞沢発電所は最大出力31,100 kW、常時出力だけでも13,800 kWという大型水力発電所であり、長野電灯・信濃電気ともにこの電力を消化する需要を持たないため発生電力は全量東京電灯へと売電された。
平穏発電所完成後の1928年9月、長野電灯では845万円の増資を決議し、資本金を1600万円へと拡大した。翌1929年（昭和4年）6月には社長の小坂順造が濱口雄幸内閣の拓務政務次官就任のため辞任。このため同年7月より諏訪部庄左衛門が4代目となる社長に就任した。諏訪部に代わる常務取締役には支配人の花岡俊夫が就いている（湯浅三郎も続投）。

### 信濃電気の系列化

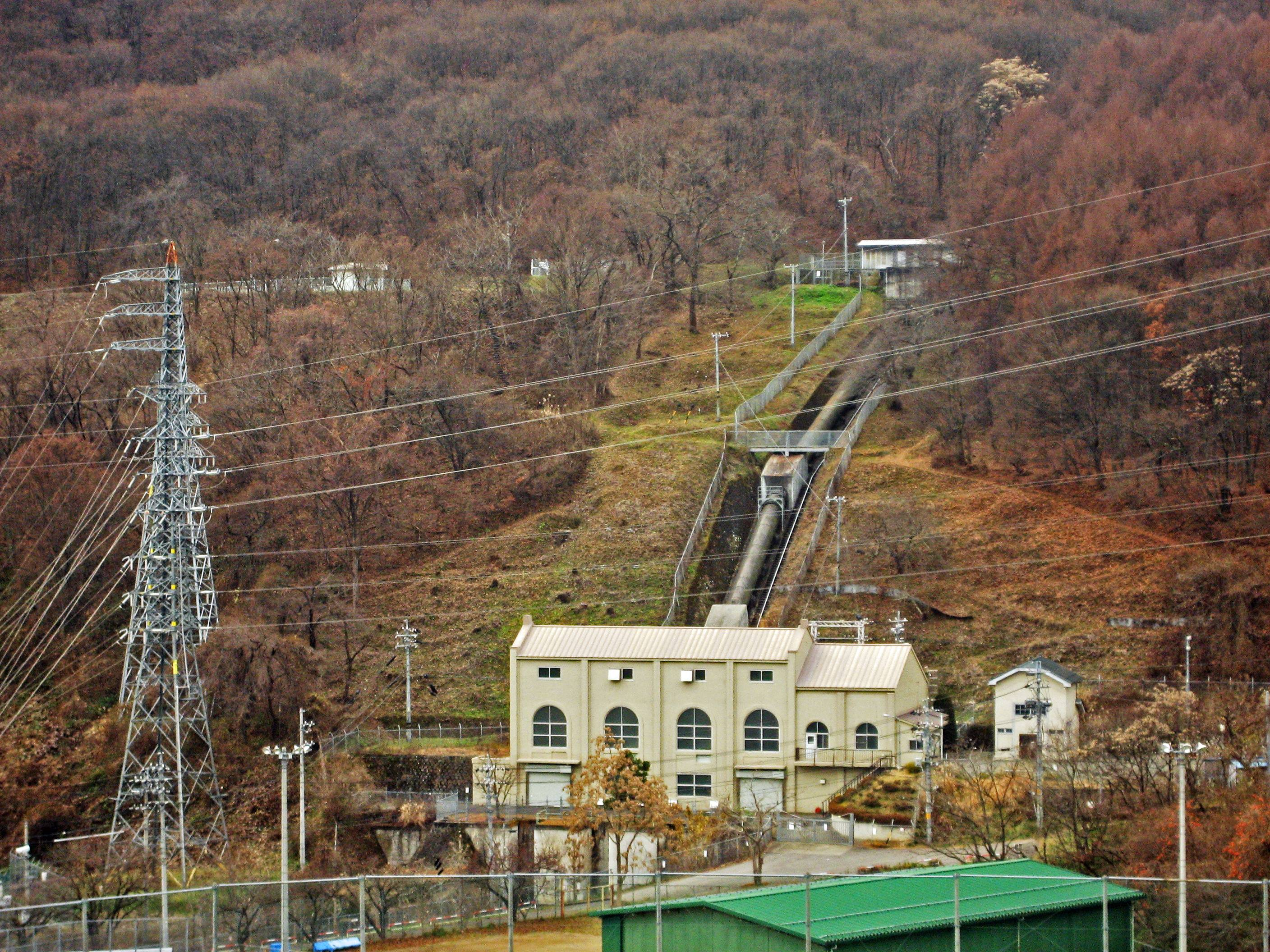
里島発電所（2007年）

1930年、長野電灯は電力需給や梓川電力の経営で関係の深い信濃電気を傘下に収めた。その契機は、信濃電気で長年社長を務めてきた越寿三郎が、本業である製糸業の不振と自身の高齢・病気を理由に、信濃電気およびその傘下にある信越窒素肥料から撤退する意を固めたことにある。越は最終的に長野電灯の小坂順造に対して両社の経営を引き受けるよう要請し、持株を手放した。信濃電気の大株主一覧によると、1930年9月末時点では筆頭株主が長野電灯（持株数6万4010株・持株比率19パーセント）になっている。
越から信濃電気・信越窒素肥料の経営を委ねられた小坂であるが、拓務政務次官在任中で社長に就任できないことから、代理での社長就任を親交のある長野県出身の実業家名取和作（富士電機社長）に頼んだ。その結果、信濃電気では1930年4月に越らに代わって名取と花岡俊夫・諏訪部庄左衛門ほか1名が取締役に就任し名取を社長・花岡を常務とする新経営陣が発足、追って信越窒素肥料でも名取が越に代わり社長に就いた。ただし名取の社長在任は短く、翌1931年（昭和6年）5月、前月に濱口内閣総辞職のため拓務政務次官の職を離れた小坂自身が信濃電気・信越窒素肥料両社の社長に就任している。さらに小坂は同年7月17日、長野電灯でも社長に復帰した（社長の諏訪部は副社長へ異動）。
1930年初頭に発生した昭和恐慌は長野県下の主産業である製糸業に深刻な打撃を与えていた。県内の製糸業者に倒産・休廃業が相次いだ結果、養蚕農家にも影響が拡大、さらに長野市内の商店にも波及して商業の沈滞を引き起こした。長野電灯もまた恐慌による業績悪化を経験した。恐慌の影響は電灯数に現れており、一時は22万灯を超えていた電灯数が1930年下期に21万灯台へ逆戻りしたのである。会社の配当率は1920年代より年率12パーセントを維持していたが1930年に入ると減配を重ねるようになり、1932年下期決算では電灯数の減少に卸売り電力料金の減収が加わって年率8パーセントへの減配を余儀なくされた。信濃電気も需要減退から経営が悪化しており、小坂が社長となった直後の1931年9月期決算で年率6パーセントへの減配に追い込まれている。
1933年（昭和8年）下期になると繭糸価格の高騰により地域経済が回復に転じ、それにあわせて長野電灯の成績も好転して電灯数が22万灯台を回復した。需要回復をうけて供給余力を充実すべく1935年（昭和10年）5月に出力3,280 kWの里島発電所を着工、翌1936年1月より運転開始した。里島発電所は茂菅発電所（1934年7月廃止）を再開発したもので、同発電所の約1キロメートル下流側にある。受電の増加もあり、1933年9月に新設の中外電力海ノ口発電所から2,550 kWの受電を開始し、1936年5月には千曲電気大岳川発電所から530 kWの受電も始めた。前者は南佐久郡南牧村海ノ口の千曲川に立地。後者は南佐久郡畑八村（現・佐久穂町）を流れる信濃川水系大岳川に位置し、元は佐久水電という別会社が1926年2月に建設したものである。
1936年12月末時点における長野電灯の供給成績は、電灯需要家7万557戸・取付灯数23万8239灯、小口電力供給1388台・4092馬力（約3,051 kW）、電熱その他供給833台・937 kW、大口・特約電力供給21,782 kWであった。これに対し供給力は自社発電所11か所・総出力24,840 kWと信濃電気その他からの受電7,961.2 kW（他に予備・融通電力の受電あり）からなる。

## 長野電気の沿革

### 長野電気発足
1937年（昭和12年）1月6日、長野電灯・信濃電気両社はそれぞれ重役会を開いて1対1の条件（対等合併）で合併し新会社「長野電気株式会社」を設立すると決定した。半月後の1月22日、長野電灯は定時株主総会、信濃電気は臨時株主総会を開催し、ともに長野電気の設立とそれに伴う自社の解散を決議。これにより合併の件は正式決定された。
両社の合併は、本来は1930年代初頭に長野電灯が信濃電気を傘下に収めた時点で実施されるべきものであったが、恐慌の発生で両社の経営状態に格差が生じたため延期されていた。しかし一時年率6パーセントまで落ち込んでいた信濃電気の配当率は1935年9月期決算で年率7パーセントに、次の1936年3月期決算からは年率8パーセントに増配となり、年率8パーセント配当を維持する長野電灯と同水準に回復。経営改善で株価も戻したことから対等合併の条件が整い、また逓信省が以前から合併を勧奨していたこともあって合併合意に至った。合併決定に際し、合併によって冗費の節約に努めつつ発電・送電の統制を緊密なものとして会社の基礎を固め、需要家のためのサービス改善を目指す、という合併目的が両社から発表された。
1937年3月23日、長野電灯と信濃電気の合併は逓信省より認可された。そして3月31日に新会社・長野電気の創立総会が開かれ、同日をもって長野電灯・信濃電気両社は解散した。新会社・長野電気の設立登記は4月1日付。資本金は長野電灯の資本金1600万円と信濃電気の資本金額1700万円を合計した3300万円に設定された。本社は旧信濃電気吉田営業所所在地である長野市大字吉田868番地。代表取締役社長には小坂順造、代表取締役常務には花岡俊夫が就任した。

### 信越窒素肥料の経営再建

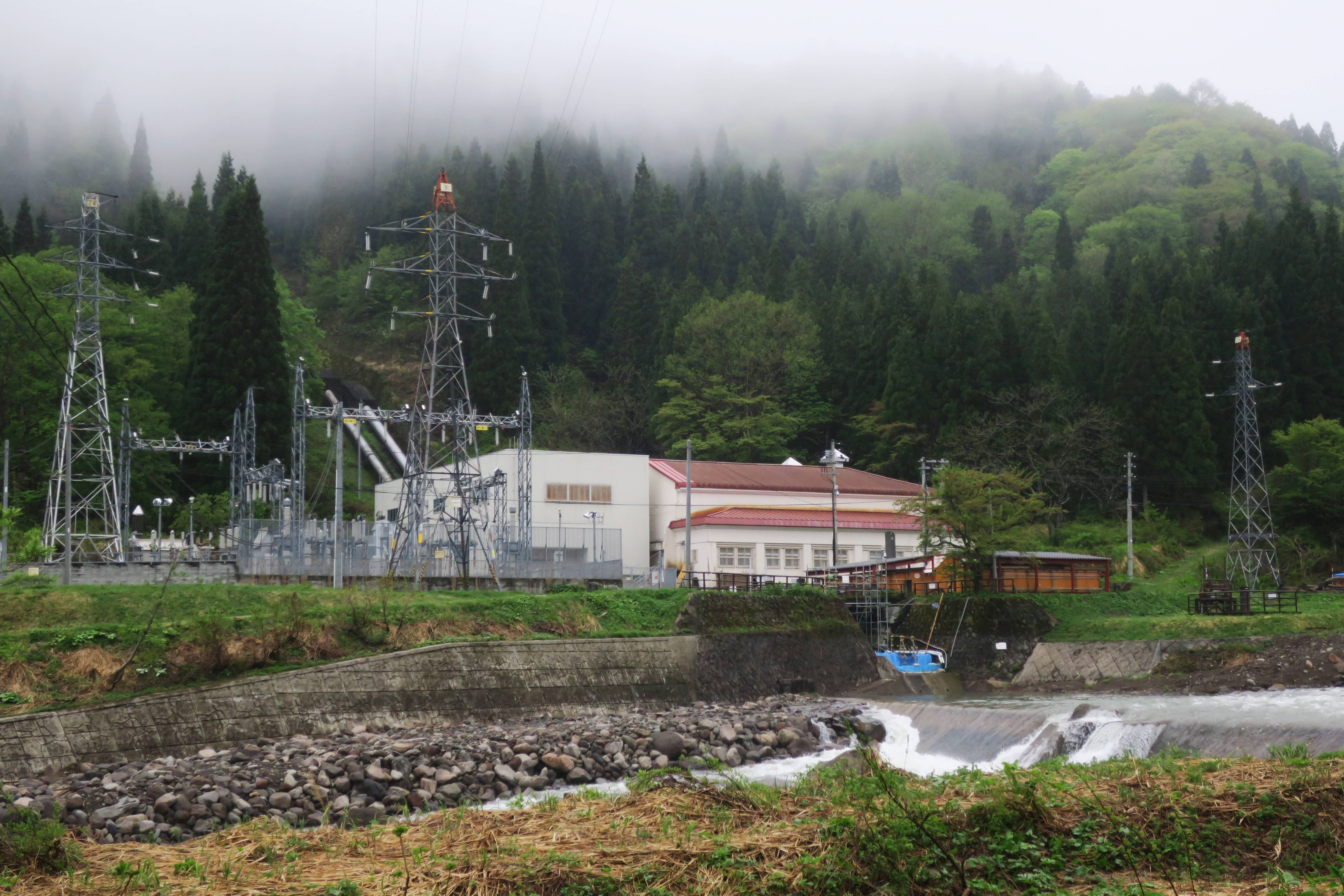
高沢発電所（2018年）

長野電気が発足当初に注力したのが、旧信濃電気傍系会社にあたる信越窒素肥料の経営再建である。
前述の通り、信濃電気は明治期から副業としてカーバイド工業（炭化カルシウムの製造）に参入していた。カーバイドはアセチレンランプやアセチレンガス溶接・溶断といった用途があったが、明治末期にはカーバイドを原料に窒素肥料の一種石灰窒素を製造し、さらに石灰窒素から硫酸アンモニウム（硫安）を製造するという石灰窒素工業が出現した。石灰窒素・硫安製造はカーバイド製造に比べ設備が大型化するため、九州に工場を持つ日本窒素肥料（後のチッソ）や新潟県西部の青海へ進出した電気化学工業（現・デンカ）のように専業メーカーが発達したという特徴を持つ。信濃電気では出力1万kW超の高沢第二発電所を開発するにあたって石灰窒素工業への参入を試み、日本窒素肥料との提携を選択して1926年9月同社との共同出資（資本金500万円）で信越窒素肥料株式会社を設立した。
1927年10月、日本窒素肥料鏡工場（熊本県所在）の不要設備を移設する形で新潟県中頸城郡直江津町（現・上越市）に信越窒素肥料直江津工場が完成した。こうして直江津工場においてカーバイド・石灰窒素の生産が始まるが、このころには合成アンモニアからの硫安製造が主流になり、石灰窒素を介した硫安製造は不利になりつつあったため、直江津工場への硫安設備移設は中止された。従って信越窒素肥料は石灰窒素メーカーとして発足したのであるが、輸入急増や国内メーカーの過剰生産など石灰窒素の市況は悪化を続けており操業開始早々から経営不振に陥った。小坂順造が社長に就任した1931年頃の信越窒素肥料は、赤字経営が続いて300万円を越える信濃電気への電力料金未払い金や500万円を超える借入金を抱えていたという。
経営悪化の末に信越窒素肥料は1931年12月より直江津工場の生産中止と全従業員の解雇を断行した。ただしそのままでは工場に大量の電力を供給する信濃電気にも損害が及ぶため、工場の土地・設備を他社へ貸与して操業自体は継続するという方法が採られた。貸与先は日本曹達（合金鉄製造）・理研マグネシウム（理化学興業傘下でマグネシウム製造）・電気化学工業（石灰窒素製造）の3社である。このうち貸与規模が最も大きい電気化学工業に対する工場貸与が1937年9月末までと定められていたため、貸与期限が迫る1937年に入ると信越窒素肥料本体の整理が着手された。まず日本窒素肥料が投資の引き上げを信濃電気に打診したことから、同年3月、信越窒素肥料自身で日本窒素肥料の持株4万株を75万円で買い入れその分の資本金200万円を消却した。続いて信濃電気の持株6万株（300万円分）についても1万2000株へと圧縮することで減資し、そこから長野電気へ新株を割り当てて370万円の増資を実施し資本金を430万円とした。この操作で信越窒素肥料の累積損失は解消され、借入金完済も達成された。
1937年10月1日より信越窒素肥料は自社での直江津工場操業を再開した。工場貸与期間中の景気回復で石灰窒素の市況は好転しており、日中戦争勃発による肥料統制強化という問題があったものの再開当初から販売は好調であった。好業績を反映して翌1938年（昭和13年）5月期決算では初配当も達成している。1938年12月、信越窒素肥料は直江津工場に続く新工場として群馬県碓氷郡磯部町（現・安中市）に磯部金属試験所（後の磯部工場）を開設した。軍部から要請されたマンガン（航空機用ジュラルミンの原料）を製造するための拠点で、長野電気の供給区域内で東京に近い地域という理由で磯部の地が選ばれた経緯がある。マンガンの他にも直江津工場でマグネシウムの生産を始めるなど事業多角化が進行したことで、1940年（昭和15年）3月、信越窒素肥料は信越化学工業株式会社へと社名を改めた。

### 大口需要家の獲得
信越窒素肥料（信越化学工業）直江津工場に対する電力供給は1939年（昭和14年）末時点で最大32,000 kWであった。同社に比べると小規模ではあるが、長野県内には鐘淵紡績と昭和電工という2つの大口工場需要家が存在した。前者は長野・上田・丸子3工場に対する供給で供給高は計3,000 kW、後者は小海工場に対する供給であり供給高は2,000 kWであった。
鐘淵紡績の3工場はいずれも長野電気発足に前後する1930年代後半に操業を開始した工場である。最初のものは小県郡丸子町（現・上田市）に建設された丸子工場で、衰退しつつあった製糸業に代わる産業を求め町が熱心に誘致活動を展開した結果建設が決定、1936年8月より操業を開始した。上田市の上田工場も同様の理由から上田市が誘致したもので、1937年11月から操業を始めた。長野市の長野工場も製糸業不振で疲弊した地域経済の再建を図るべく長野市や商工会議所、それに長野電灯などが協力して招致活動を展開した結果建設されたもので、丸子・上田両工場よりも工事が遅れて1938年10月から操業を開始した。
需要家の一つである昭和電工小海工場は元は東信電気小海工場といい、1920年に同社の土村第二発電所（南佐久郡小海村、現・小海町）に隣接して建設された。この段階では自社電力で操業する塩素酸カリウム工場であったが、1922年に一旦生産を中止。これを1932年に昭和電工（当時の社名は日本電気工業）が東信電気から引き取って設備を改造し、1935年8月から電気炉による銑鉄生産を開始した。前述の通り昭和電工小海工場に対する長野電気の電力供給高は1939年末時点で2,000 kWであったが、同時に東京電灯がこれよりも多い5,000 kWを供給している。また昭和電工には小海工場よりも消費電力が大きい大町・塩尻両工場があるが、両工場は信州電気などの需要家であり長野電気からは供給されていない。
群馬県側の大口需要家には日本亜鉛製錬、後の東邦亜鉛が存在した。同社は1937年2月に設立。亜鉛鉱石の電解製錬を目的とする会社で、その製錬所は碓氷郡安中町（現・安中市）に建設された（安中製錬所）。製錬所を安中に構える理由の一つに、同地を供給区域に含む長野電灯が行った、安価な電力供給と工場の屋外受電設備建設も負担するという条件を掲げた誘致活動がある。また長野電灯役員で当時安中町長でもあった湯浅三郎も安中町への製錬所誘致を活動していた。長野電気から安中製錬所への電力供給高を記す資料を欠くが、長野電灯時代の資料には「日本高度鋼」（工場建設段階での仮社名）に対し2,000 kWを供給予定とある。ただし1937年から製錬所の操業が始まったものの、原料鉱石の調達難で数年間にわたって製錬作業は低調であった。
また従来からの需要家の中に資本関係が新たに生じた会社も出現した。溶融アルミナ・炭化ケイ素などの研削材を製造する大正電気製錬所（現・信濃電気製錬）がそれである。同社は旧信濃電気の需要家で、長野県上水内郡柏原村（現・信濃町）の信濃電気柏原工場隣接地で1920年代後半より研削材の製造にあたっていた。長野電気発足後、カーバイド生産を中止し休止中の柏原工場を大正電気製錬所へと移管することとなり、1938年7月15日大正電気製錬所側で株主総会が開かれ柏原工場の土地・設備を現物出資の形で受け入れることが決議された。現物出資額は8万5000円（出資後の資本金は33万5100円）とされ、対価として長野電気には総株数の4分の1にあたる1700株が交付された。なお同社に対する電力供給高は1939年時点で700 kWであった。

### 小規模事業者の統合
電気事業を所管する逓信省は、後述する電力国家管理の具体化に関連し、1936年から翌年にかけて配電事業統制の方針を打ち出した。この当時、限られた範囲だけを供給区域とする小規模電気事業者が全国的に散在していたが、規模の小ささ故に大規模事業者との間には経営内容や電気供給の質で格差を生じていた。そのことを問題視した逓信省では上記方針を打ち出し、小規模電気事業の整理・統合を進めることによって経営採算の不均衡是正や料金低下を目指したのである。本省の方針に従って各逓信局が動いて関係事業者に対し事業統合を勧奨・斡旋した結果、全国的に事業統合が活発化していった。
長野県を管轄区域に含む名古屋逓信局も管内の小事業者整理の方針を定め、長野電気については鹿曲川水力電気・大日向電灯・野沢温泉水力電気の3社統合の実現を図った。対して長野電気では、発足早々の1937年8・9月にこれら3社に中外電力を加えた4社からの事業譲り受けを決定。1937年11月29日付で逓信省より事業譲り受けの認可を得た。統合4社の概要は以下の通りである。
野沢温泉水力電気株式会社
1912年10月2日、資本金2万円で長野県下高井郡豊郷村大字豊郷（現・野沢温泉村豊郷）に設立。1913年1月に、豊郷村内のみを供給区域として出力24 kWの水力発電所を電源に開業した。
統合前の1936年末時点でも供給区域は豊郷村の一部に限られる。同時点での電源は村内にある出力25 kWの野沢発電所（信濃川水系湯沢川・出口川に立地）と中央電気からの受電からなる。また資本金は統合時も2万円のままであった。1937年11月30日付で解散した。
大日向電灯株式会社
1921年1月30日、資本金5万円で長野県南佐久郡大日向村（現・佐久穂町大日向）に村内での電灯供給を目的として設立。1922年1月に開業した。統合前の供給区域は大日向村1村のみ。村内に出力27 kWの下古屋発電所（信濃川水系抜井川に立地）を持ったが休止中で長野電灯からの受電のみを電源としていた。
鹿曲川水力電気株式会社
1919年11月5日、資本金50万円で長野県北佐久郡春日村（現・佐久市春日）に設立。1923年4月に開業し、春日村内と隣接する協和村の一部を供給区域とした。また1936年末時点では80 kWの電力を長野電灯へと売電している。春日村内の、社名にある鹿曲川（かくまがわ。信濃川水系）に出力282 kWの湯沢発電所（1923年3月竣工）を持っており、同発電所も長野電気に引き継がれた。
1937年12月15日付で解散した。
中外電力株式会社
1928年12月15日、資本金50万円で長野電灯本店所在地に設立。他社への電力供給を専門とする特定電力供給事業者で、1933年9月に開業した。前述の通り南佐久郡南牧村大字海ノ口に千曲川から取水する海ノ口発電所（出力2,550 kW）を建設し、長野電灯へと電力へと供給していた。また役員が一部長野電灯と共通しており、社長を小坂順造が務めるほか、諏訪部庄左衛門・花岡俊夫が取締役に名を連ねる。
1937年11月30日付で解散した。
これらの小規模事業統合に続いて、名古屋逓信局では地方的な大型電力会社を統合させる方針を立て、その第一弾として長野県北信・中信地方にある電力会社について長野電気を核に合同させるという方向性を打ち出して中央電気・諏訪電気・安曇電気の3社にその旨を慫慂した。ただし様々な事情があり合同はすぐに実現するものではないため、この中で統合の実現性があった諏訪電気・安曇電気に対し両社の合併勧奨に動き始めた。その結果、1937年7月に両社は合併を決定、同年12月1日諏訪電気は安曇電気を吸収して信州電気と名を改めた。しかしその後長野県下の事業統合が進行することはなく、長野電気に関する電気事業統合も行われていない。

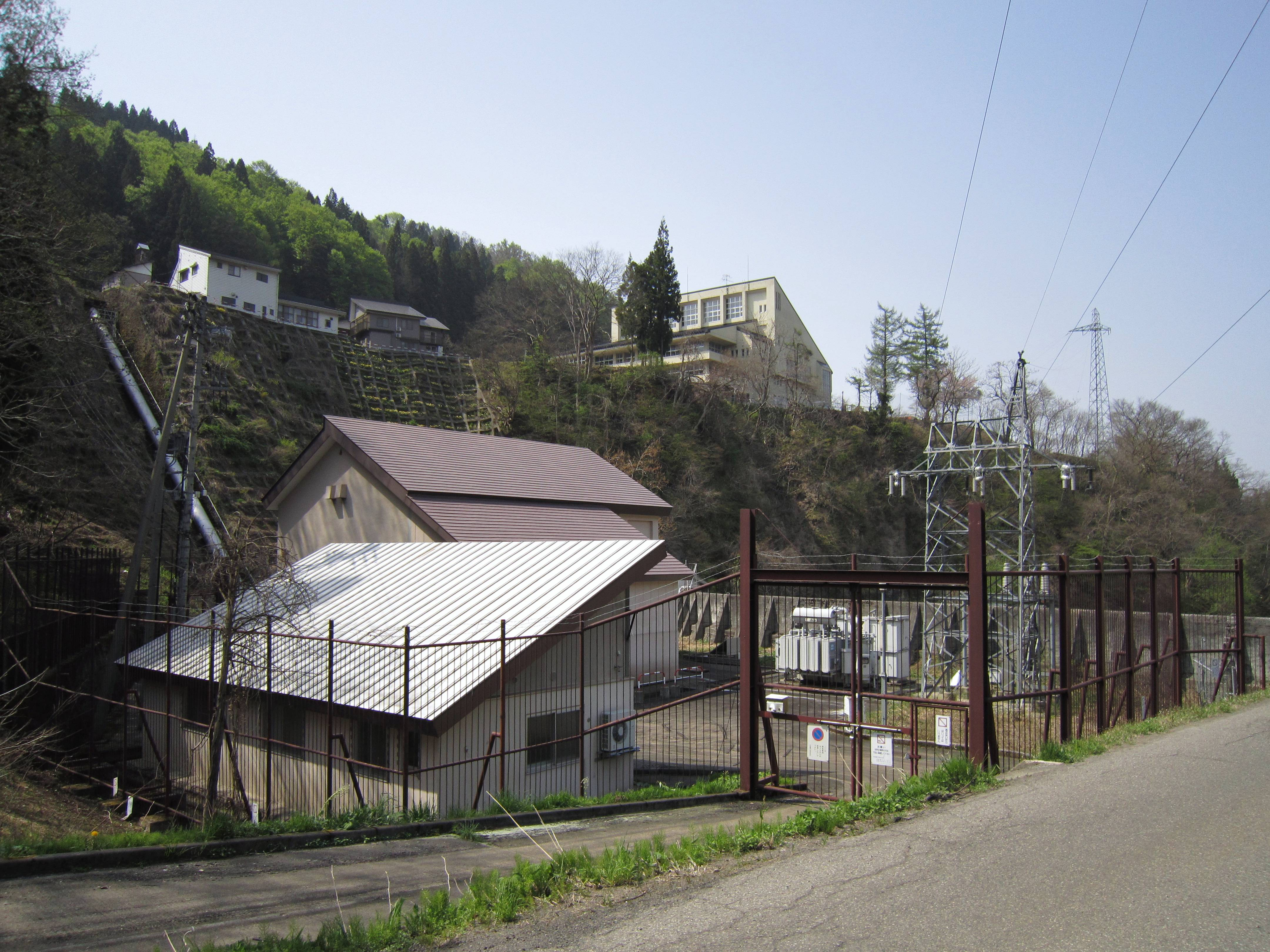
信越化学工業が建設した志久見川第二発電所（2010年）

長野電気の供給成績は、発足最初の決算を迎えた1937年9月末時点では電灯需要家数17万5934戸・取付灯数55万1991灯、電力需要家数3247戸・電力供給1万4454馬力（約10,778 kW）、電熱需要家1295戸・電熱供給2,573 kW、他事業者への供給契約56,050 kWであった。これが最後の供給成績公表となった1940年9月末時点では、電灯需要家17万9064戸・取付灯数62万3786灯、電力需要家3774戸・電力供給1万8208馬力（約13,578 kW）、電熱需要家1808戸・電熱供給2,721 kW（他事業者への供給契約電力は非公表）と電灯数で1.13倍、電力供給で1.26倍に拡大している。
発電力については、湯沢・海ノ口両発電所を加えて1939年末時点では27か所・総出力60,730 kWに達した。さらに千曲電気からの受電2,831.2 kW、長野電鉄からの受電1,570 kW、中央電気・信州電気からの受電計11 kWが別途存在する。なお長野電気は旧長野電灯時代の里島発電所を最後に新規発電所建設を手掛けていないが、傘下の信越化学工業が新潟県境に隣接する長野県下高井郡堺村（現・栄村大字堺）へと進出、信濃川水系志久見川（北野川・釜川）に水利権を得て1940年12月に志久見川第二発電所を、翌1941年（昭和16年）10月に志久見川第一発電所をそれぞれ完成させた。発電所出力は両発電所ともに6,000 kWである。

### 電力国家管理による設備出資

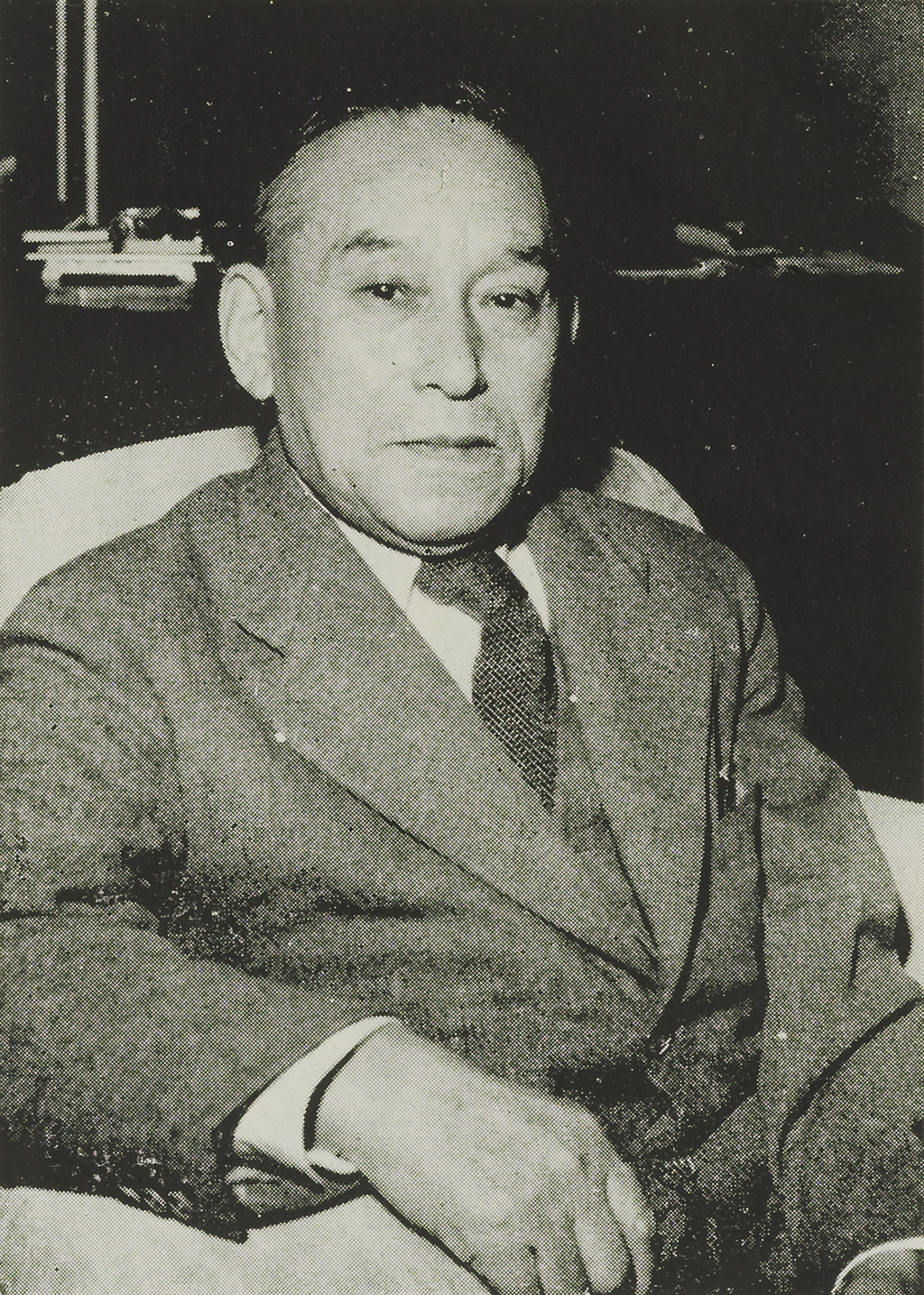
第二次電力国家管理を推進した逓信大臣村田省蔵

1936年3月成立の広田弘毅内閣、および翌1937年6月成立の第1次近衛文麿内閣の下で、政府による電気事業の管理・統制を目指すいわゆる「電力国家管理」政策が急速に具体化され、日中戦争勃発後の1938年4月、国策会社日本発送電を通じた政府による発送電事業の管理を規定する「電力管理法」と関連法3法の公布に至った。これをうけて1939年4月1日、電力国家管理の担い手たる日本発送電株式会社が設立される。設立に際し全国の事業者から出力1万kW超の火力発電所と主要送電設備が現物出資の形で日本発送電へと集められたが、この段階では長野電気は出資対象事業者に含まれていない。
1940年代に入ると、1940年7月に成立した第2次近衛内閣の下で既存電気事業者の解体と日本発送電の体制強化・配電事業の国家統制にまで踏み込んだ第二次電力国家管理政策が急速に具体化されていく。この動きに東邦電力社長松永安左エ門が強硬に反対したほか、長野電気社長の小坂順造も反対意見を表明し貴族院議員として国会において電力国家管理体制の現状維持を求めた。しかしながら反対論は電力業界内でも大勢を占めるに至らず、1941年4月に発送電管理強化のための電力管理法施行令改正が実行され、同年8月には配電事業統合を規定する「配電統制令」の施行に至った。
第二次電力国家管理における日本発送電への設備出資は1941年10月1日付（第一次出資）と翌1942年（昭和17年）4月1日付（第二次出資）の2度に分割し実施された。今回の出資対象には一部の水力発電所（出力5,000 kW超の水力発電所とそれらに関連する水力発電所）も含まれており、長野電気も出資対象事業者に選ばれた。出資対象設備は以下の通り。
- 第一次出資対象設備（1941年5月27日出資命令受命）[158]
  - 発電設備 ： 3発電所（平穏第一・平穏第二・平穏第三）
  - 送電設備 ： 2路線（平穏第一発電所と平穏第二・平穏第三発電所間の連絡線）
- 第二次出資対象設備（1941年8月2日出資命令受命）[159]
  - 発電設備 ： 5発電所（清水沢・西野・高沢第一・高沢第二・杉野沢）
  - 送電路線 ： 4路線（高沢第二 - 信越化学工業直江津変電所間の信越線など）

第一次出資に関する出資設備の評価額は404万5738円で、出資の対価として長野電気には日本発送電の株式8万914株（額面50円払込済み、払込総額404万5700円）と端数分の現金38円が交付された。一方第二次出資に関する出資設備の評価額は602万8793円で、対価として日本発送電株式12万575株（額面50円払込済み、払込総額602万8750円）と端数分の現金43円を受け取っている。なお第一次出資では長野電気傘下の梓川電力も設備出資対象事業者の一つであり、霞沢発電所と沢渡発電所（出力4,000 kW・1936年11月運転開始）を日本発送電へと出資するよう命ぜられている。また信越化学工業はこの段階では設備出資を免れたが、太平洋戦争末期の1944年（昭和19年）12月に軍需省の干渉もあって志久見川第一・第二両発電所を日本発送電へ譲渡せざるを得なくなった。
配電事業統合に関しては、1941年9月6日付で配電統制令に基づく国策配電会社の設立命令が各地の主要事業者に対し一斉に交付された。長野電気は信州電気・中央電気・伊那電気鉄道・中央電力などとともに中部配電株式会社の設立命令を受命し、所有する電気事業設備を同社へと出資することが定められた。中部配電に対する出資対象設備は以下の通り。
- 発電設備 ： 19発電所（鳥居川第一・鳥居川第二・鳥居川第三・鳥居川第四・樽川・里島・芋井・横沢第一・横沢第二・畑山・武石第一・湯沢・長倉・茂沢・広戸・松原・八那池第一・八那池第二・海ノ口）
- 送電設備 ： 33路線
- 変電設備 ： 16変電所
- その他、中部配電の配電区域内にある配電設備・需要者屋内設備・営業設備の一切

これらの出資設備評価額は1996万7514円と算定された。他方で長野電気は設備出資とともに債務518万4096円26銭を中部配電へ継承したため、出資設備評価額から債務継承額を控除した金額が交付株数の算出基準とされており、出資の対価として中部配電株式29万5668株（額面50円払込済み、払込総額1478万3400円）と端数分の現金17円74銭を受け取っている。

### 長野電気解散
1942年1月15日、長野電気では中部配電設立委員会が作成した配電会社設立に関する書類を株主総会で承認するという手続きを終えた。この総会では同時に、梓川電力（解散済み）と長電証券株式会社の合併および減資の決議もなされた。契約上の合併期日は同年3月20日付。合併比率は1対1で、合併後の資本金は自社所有分の梓川電力株式11万9400株と長電証券株式9760株は消却するため4万2000円増の3304万2000円となる。しかし同時実施の減資によって、合併で長野電気が持つことになる自社株7万1847株が消却されてこの分の359万2350円が差し引かれた結果、資本金は元の3300万円よりも少ない2944万9650円とされた。
日本発送電に対する第二次出資が実施された1942年4月1日、配電会社への設備出資も実行に移され中部配電を含む全国9社の国策配電会社が一斉に開業した。同日に日本発送電・中部配電への設備出資を終えた長野電気は、3週間後の4月22日に株主総会を開催、そこでの決議に基づき5月1日をもって解散した。清算時の株式分配比率は、持株が旧株（額面50円払込済み）の場合で持株10株につき日本発送電株式6.8株および中部配電株式6.2株であった。
長野電気解散・中部配電設立に伴い、役員の一部は中部配電役員に転じたが、社長の小坂順造は長野電気解散をもって一旦電力業界から引退した。ただし戦後になると復帰し、1950年（昭和25年）から翌年にかけて日本発送電総裁、1954年（昭和29年）以降は電源開発総裁を歴任することになる。
長野電気解散の影響は傘下の信越化学工業にも及んだ。信越化学工業では1938年8月から長野電気株主に対する株式公開が進められており、電力国家管理の進行につれて長野電気が持株を手放していった結果、長野電気解散とともに電力会社の傘下から独立した。さらに同じ長野電気系列の大正電気製錬所の株式1500株余りを当時所有していた梓川電力から引き取り、傘下に収めて1943年（昭和18年）6月から役員の派遣を始めた。また経営陣をみると長野電気解散後も小坂順造が社長に留まり、さらに順造の長男善太郎や三男徳三郎が加わるなど、小坂家による経営は信越化学工業においては戦後も継続された。

## 年表

### 長野電灯時代
- 1896年（明治29年）
  - 10月1日 - 長野電灯に対し逓信省から電気事業経営許可[9]
- 1897年（明治30年）
  - 5月17日 - 長野電灯株式会社の創業総会開催[1]。
  - 6月16日 - 農商務省より設立免許が下り、長野電灯株式会社発足[1]。本店所在地長野市大門町742番地、資本金4万5000円[1]、初代会長小坂善之助[16]。
  - 10月20日 - 本店を長野市若松町2番地へ移転[1]。
- 1898年（明治31年）
  - 3月30日 - 茂菅発電所竣工[1]。
  - 5月11日 - 開業（長野県最初の電気事業者）[9]。
- 1899年（明治32年）
  - 3月10日[11] - 3万5000円の増資を決議[1]。
- 1903年（明治36年）
  - 10月10日 - 本店を長野市西町44番地（11月の地番変更で若松町乙4番地となる）へ新築移転[1]。
  - 12月1日 - 7万円の増資を決議[26]。
- 1905年（明治38年）
  - 4月29日 - 芋井発電所使用認可[1]。
- 1906年（明治39年）
  - 1月16日[28] - 花岡次郎が2代目会長就任（のち社長）[16]。
- 1907年（明治40年）
  - 1月18日 - 7万5000円の増資を決議[27]。
- 1911年（明治44年）
  - 7月17日 - 37万5000円の増資を決議[54]。
  - 7月22日 - 小諸電気合資会社（未開業）から事業を譲り受け佐久支社を設置[1]。
  - 7月24日 - 伊那電灯株式会社発起人から事業を譲り受け伊那支社を設置[1]。
- 1912年（大正元年）
  - 11月19日 - 佐久支社八那池発電所が使用認可[1]。
  - 12月7日 - 佐久支社開業[33]。
- 1913年（大正2年）
  - 1月21日 - 伊那支社開業[36]。
- 1915年（大正4年）
  - 10月25日 - 伊那支社の事業を伊那電車軌道（後の伊那電気鉄道）へ譲渡[1]。
- 1916年（大正5年）
  - 1月17日 - 60万円の増資を決議[55]。
- 1918年（大正7年）
  - 2月2日 - 本店を長野市西町571番地へ新築移転[1]。
- 1919年（大正8年）
  - 3月31日 - 八那池第二発電所使用認可[1]。
- 1920年（大正9年）
  - 6月9日 - 茂沢発電所使用認可[1]。
  - 6月26日 - 130万円の増資を決議[56]。
- 1921年（大正10年）
  - 8月1日 - 東亜電気黒鉛株式会社を合併。資本金260万円となる[40]。
- 1923年（大正12年）
  - 9月28日 - 小坂順造が社長就任[28]。
  - 12月1日 - 西毛電気株式会社・西毛電力株式会社・上信電気株式会社を合併。資本金340万円となる[60]。合併に伴い安中支社を設置[63]。
- 1924年（大正13年）
  - 5月26日 - 佐久・安中両支社間の連絡送電線使用開始[72]。
  - 7月17日 - 390万円の増資を決議[168]。
  - 10月1日 - 信州電力株式会社を合併。資本金750万円となる[65]。
  - 12月9日 - 信濃電気との共同出資により梓川電力株式会社を設立[16][97]。
  - 12月17日 - 長倉発電所運転開始[65]。
- 1925年（大正14年）
  - 6月17日 - 親川電気株式会社から事業を譲り受ける（認可日）[73]。
  - 8月3日 - 松原発電所運転開始[66]。
- 1926年（大正15年）
  - 1月14日 - 広戸発電所運転開始[67]。
  - 9月25日 - 小日向水力電気株式会社から事業を譲り受ける（認可日）[74]。
  - 10月1日 - 丹生電気株式会社を合併[75]。資本金755万円となる[74]。
  - 12月2日 - 平穏第一発電所・平穏第二発電所運転開始[74]。
- 1927年（昭和2年）
  - 8月12日 - 平穏第三発電所運転開始[69]。
- 1929年（昭和4年）
  - 7月17日 - 諏訪部庄左衛門が社長就任[28]。
- 1930年（昭和5年）
  - 6月1日 - 東信電気から引き継ぎ長野県南佐久郡南相木村での営業を開始[89]。
- 1931年（昭和6年）
  - 5月25日 - 小坂順造が信濃電気社長に就任[28]。
  - 7月17日 - 小坂順造が社長復帰[28]。
- 1932年（昭和7年）
  - 10月15日 - 碓氷電気株式会社から事業を譲り受ける[64]。
- 1936年（昭和11年）
  - 1月19日 - 里島発電所運転開始[112]。
- 1937年（昭和12年）
  - 1月22日 - 長野電灯・信濃電気は株主総会で新会社・長野電気の設立とそれに伴う自社の解散を決議[123]。

### 長野電気時代
- 1937年（昭和12年）
  - 3月23日 - 逓信省より長野電灯・信濃電気の合併認可[124]。
  - 3月31日 - 長野電灯・信濃電気合併により長野電気株式会社設立[124]。本店所在地長野市大字吉田868番地、資本金3300万円[2]、代表取締役社長小坂順造・代表取締役常務花岡俊夫[124]。
  - 11月29日 - 野沢温泉水力株式会社・大日向電灯株式会社・鹿曲川水力電気株式会社・中外電力株式会社より事業を譲り受ける（認可日）[139]。
- 1940年（昭和15年）
  - 3月23日 - 信越窒素肥料が信越化学工業へ社名変更[128]。
- 1941年（昭和16年）
  - 5月27日 - 日本発送電への設備出資命令を受命（第一次、平穏第一発電所ほか）[158]。
  - 8月2日 - 日本発送電への設備出資命令を受命（第二次、高沢第二発電所ほか）[159]。
  - 9月6日 - 配電統制令に基づく中部配電設立命令を受命[160]。
  - 10月1日 - 日本発送電への第一次出資実施[157]。
- 1942年（昭和17年）
  - 1月15日 - 梓川電力（解散済み）・長電証券株式会社の合併ならびに減資を決議[165]。減資後の資本金は2944万9650円[165]。
  - 4月1日 - 日本発送電への第二次出資実施[157]。配電会社への設備出資も実施され中部配電開業[155]。
  - 5月1日 - 4月22日開催の株主総会における決議に基づき長野電気解散[119]。

## 本社・営業所・出張所所在地
長野電気時代の1940年3月時点における本社および営業所・出張所所在地は以下の通り。
- 本社 ： 長野県長野市吉田868番地
- 営業所（長野県内）
  - 長野営業所 ： 長野市長野
  - 吉田営業所 ： 長野市吉田
  - 須坂営業所 ： 上高井郡須坂町（現・須坂市）
  - 中野営業所 ： 下高井郡中野町（現・中野市）
  - 篠ノ井営業所 ： 更級郡篠ノ井町（現・長野市）
  - 稲荷山営業所 ： 更級郡稲荷山町（現・千曲市）
  - 坂城出張所 ： 埴科郡坂城町
  - 上田営業所 ： 上田市鷹匠町
  - 丸子営業所 ： 小県郡丸子町（現・上田市）
  - 小諸営業所 ： 北佐久郡小諸町（現・小諸市）
  - 岩村田営業所 ： 北佐久郡岩村田町（現・佐久市）
  - 野沢営業所 ： 南佐久郡野沢町（現・佐久市）
  - 軽井沢営業所 ： 北佐久郡軽井沢町
- 営業所（群馬県内）
  - 安中営業所 ： 碓氷郡安中町（現・安中市）
  - 富岡営業所 ： 北甘楽郡富岡町（現・富岡市）
- 出張所（長野県内）
  - 望月出張所 ： 北佐久郡本牧村（現・佐久市）

長野電灯時代の本社は長野市西町571番地にあり、北佐久郡岩村田町に「佐久支社」を、群馬県碓氷郡安中町に「佐久支社」をそれぞれ構えた。長野電灯時代の本社社屋は1918年2月に新築された建物で、外壁煉瓦張りの西洋館であった。この建物は1957年（昭和32年）まで電力会社の営業所として使用されたのち医師会館に転用されたが、1970年代に解体された。
なお長野市吉田の長野電気本社社屋は、長野電灯の建物ではなく元は信濃電気吉田営業所が置かれた建物である。長野電気解散後は中部配電長野支店、次いで中部電力長野支店として1958年（昭和33年）まで活用された。

## 供給区域

### 1912年時点の区域一覧
佐久支社開業直後にあたる1912年（大正元年）末時点の供給区域は以下の通り。すべて長野県内で、未開業の地域も含む（伊那支社管内の上伊那郡5町村もすべて未開業）。
| 市部 （1市）        | 長野市 |
| 上水内郡 （5村）    | 芹田村【長野駅構内と字岡田のみ】・安茂里村・小田切村・芋井村・浅川村（現・長野市） 電力供給区域：芹田村・三輪村・吉田村（現・長野市）                         |
| 北佐久郡 （2町6村） | 小諸町（現・小諸市）、 御代田村（現・御代田町）、 東長倉村（現・軽井沢町）、 岩村田町・中佐都村・中津村・南御牧村（現・佐久市）、本牧村（現・佐久市・立科町） |
| 南佐久郡 （2町6村） | 野沢町・中込村・平賀村・臼田町（現・佐久市）、 栄村・海瀬村・畑八村（現・佐久穂町）、 北牧村（現・小海町・佐久穂町）                                          |
| 上伊那郡 （1町4村） | 南箕輪村、 伊那町・西春近村（現・伊那市）、 宮田村、 赤穂町（現・駒ヶ根市）                                                                                   |

### 1926年時点の区域一覧
群馬県進出後の1926年（昭和元年）末時点における供給区域は以下の通り。特記のない限り長野県内である。
- 他の事業者の供給区域にも含まれる市町村には「【一部】」という表記を付した。

| 市部 （1市）               | 長野市【一部】 |
| 上水内郡 （10村）          | 安茂里村・小田切村・芋井村・浅川村【一部】・七二会村・栄村【一部】・日里村【一部】・鬼無里村・柵村・戸隠村（現・長野市） |
| 北佐久郡 （3町24村）       | 春日村を除く郡内の各町村（現・小諸市・佐久市・東御市・立科町・御代田町・軽井沢町） ただし協和村の一部も除く |
| 南佐久郡 （3町18村）       | 野沢町・桜井村・岸野村・前山村・大沢村・中込町・平賀村・内山村・田口村・青沼村・臼田町・切原村（現・佐久市）、 栄村・海瀬村・畑八村・穂積村（現・佐久穂町）、 小海村（現・小海町）、北牧村（現・小海町・佐久穂町）、 北相木村、南牧村、川上村 |
| 群馬県北甘楽郡 （6町12村） | 富岡町・一ノ宮町・高瀬村・額部村・黒岩村・小野村・吉田村・妙義町・丹生村・高田村（現・富岡市）、 福島町（現・甘楽町・富岡市）、新屋村・小幡町・秋畑村（現・甘楽町）、 下仁田町、馬山村・小坂村・西牧村（現・下仁田町）                        |
| 群馬県碓氷郡 （6町6村）    | 安中町・秋間村・板鼻町・岩野谷村・東横野村・磯部村・原市町・西横野村・松井田町・九十九村・臼井町・坂本町（現・安中市） |

### 1939年時点の区域一覧
長野電気時代の1939年（昭和14年）末時点における供給区域は以下の通り。特記のない限り長野県内である。
- 他の事業者の供給区域にも含まれる市町村には「【一部】」という表記を付した。
- 旧信濃電気の供給区域は、信濃電気#1936年時点の区域一覧を参照のこと。

| 市部 （2市）               | 長野市、上田市 |
| 上水内郡 （26村）          | 安茂里村・小田切村・芋井村・浅川村・若槻村・古里村・長沼村・柳原村・朝陽村・大豆島村・神郷村・鳥居村（現・長野市）、 中郷村・三水村（現・飯綱町）、 古間村・富士里村・柏原村・信濃尻村【一部】（現・信濃町）、 戸隠村・柵村・鬼無里村【一部】・七二会村・日里村・栄村・水内村・津和村（現・長野市） |
| 上高井郡 （1町13村）       | 郡内の全町村（現・須坂市・長野市・小布施町・高山村） |
| 下高井郡 （1町17村）       | 中野町・日野村・延徳村・平野村・高丘村・長丘村・平岡村・科野村・倭村（現・中野市）、 夜間瀬村・平穏村・穂波村（現・山ノ内町）、 上木島村・往郷村・穂高村【一部】（現・木島平村）、 瑞穂村（現・飯山市・野沢温泉村）、豊郷村・市川村【一部】（現・野沢温泉村）                                       |
| 下水内郡 （7村）           | 豊井村・永田村（現・中野市）、 秋津村【一部】・常盤村・外様村・太田村・岡山村【一部】（現・飯山市） |
| 更級郡 （2町24村）         | 信級村を除く郡内の各町村（現・長野市・千曲市・坂城町） ただし大岡村の一部も除く |
| 埴科郡 （3町14村）         | 郡内の全町村（現・長野市・千曲市・坂城町） |
| 小県郡 （3町29村）         | 和田村を除く郡内の各町村（現・上田市・東御市・長和町・青木村） |
| 北佐久郡 （3町25村）       | 郡内の全町村（現・小諸市・佐久市・東御市・立科町・御代田町・軽井沢町） |
| 南佐久郡 （3町20村）       | 郡内の全町村（現・佐久市・佐久穂町・小海町・北相木村・南相木村・南牧村・川上村） |
| 群馬県北甘楽郡 （6町12村） | 富岡町・一ノ宮町・高瀬村・額部村・黒岩村・小野村・吉田村・妙義町・丹生村・高田村（現・富岡市）、 福島町（現・甘楽町・富岡市）、新屋村・小幡町・秋畑村（現・甘楽町）、 下仁田町、馬山村・小坂村・西牧村（現・下仁田町）                                                                              |
| 群馬県碓氷郡 （7町7村）    | 安中町・秋間村・板鼻町・岩野谷村・東横野村・磯部町・原市町・後閑村・西横野村・松井田町・九十九村・細野村・臼井町・坂本町（現・安中市） |
| 新潟県中頸城郡 （1村）     | 杉野沢村（現・妙高市） |

### 供給区域に関する備考
除外地域の状況
長野電気が大部分を供給区域に収める長野県北信・東信地方だが、一部に周辺事業者である中央電気または信州電気の供給区域に含まれる地域もあった。該当する町村は以下の通り。
- 中央電気区域 ： 上水内郡信濃尻村【一部】、下水内郡飯山町・秋津村【一部】・柳原村・岡山村【一部】・水内村、下高井郡木島村・穂高村【一部】・市川村【一部】・堺村
- 信州電気区域 ： 上水内郡鬼無里村【一部】、更級郡信級村・大岡村【一部】、小県郡和田村

残る上水内郡高岡村（現・飯綱町）と同郡北小川村・南小川村（現・小川村）はどの電気事業者の供給区域にも含まれない。高岡村では産業組合の「高岡信用購買利用組合」が、北小川村・南小川村では隣接する津和村・鬼無里村の一部集落とをあわせて同じく産業組合の「上水電気利用組合」がそれぞれ小規模な水力発電所を建設して配電にあたった。
電気鉄道への電力供給
1939年末時点では、管内にある電気鉄道のうち北信地方の長野電鉄と東信地方の上田電鉄・丸子鉄道（両社とも後の上田交通）に電力を供給していた。長野電気からの供給高は長野電鉄が最大1,110 kW、上田電鉄が550 kW、丸子鉄道が300 kWである。
供給区域外における電力供給
長野電気の需要家のうち信越化学工業（旧・信越窒素肥料）直江津工場は供給区域外に存在する。同社への供給地点は新潟県中頸城郡大瀁村（現・上越市）であり、ここは本来中央電気の供給区域に含まれる。
配電統制に伴う供給区域の処理
配電統制令による配電会社の設立に際し、長野県は中部配電、群馬県は関東配電、新潟県は東北配電の配電区域にそれぞれ指定されたが、「当分の間」の措置として群馬県内と新潟県内の長野電気区域は中部配電の配電区域に含めるものとされた。従って1942年4月の配電会社設立時に長野電気が配電設備・需要者屋内設備を出資した先は中部配電のみであり、関東配電・東北配電両社に対する設備出資は命ぜられていない。
その後1942年7月になり各配電会社へ事業譲渡命令が発出され、その中で群馬県における元長野電気区域に相当する配電区域は中部配電から関東配電へ、新潟県における元長野電気区域に相当する配電区域は中部配電から東北配電へとそれぞれ異動することとなった。この供給区域整理は同年10月1日付で実施され、旧長野電気区域は3社に分割された。1951年（昭和26年）の電気事業再編成では長野・群馬・新潟3県の中部配電・関東配電・東北配電区域はそのまま中部電力・東京電力・東北電力へ引き継がれており、旧長野電気区域が3分割された状態もそのままである。

## 発電所

### 主要発電所
長野電灯は1936年にかけて13か所の水力発電所を長野県内に完成させた。このうち2か所は長野電灯時代に廃止・譲渡されており長野電気へ引き継がれたのは11か所になる。信濃電気からは14か所の水力発電所が長野電気に継承され、さらにその他の事業者から2か所の水力発電所を譲り受けて引き続き運転したため、長野電気の発電所数は最終的に27か所となっている。
この27発電所のうち、発電所出力が1万キロワット (kW) を超えるものは長野電灯建設の平穏第一発電所と信濃電気建設の高沢第二発電所（出力10,800 kW）に限られる。5,000 kW超の発電所としても長野電灯建設の平穏第二発電所と信濃電気建設の杉野沢発電所（出力5,400 kW）が加わるに過ぎない。以下、長野電灯時代からの大型発電所である平穏第一発電所・平穏第二発電所、および両発電所と関係する平穏第三発電所について詳述する。

#### 平穏第一発電所
位置 ： 北緯36度43分22.3秒 東経138度27分27.2秒 / 北緯36.722861度 東経138.457556度

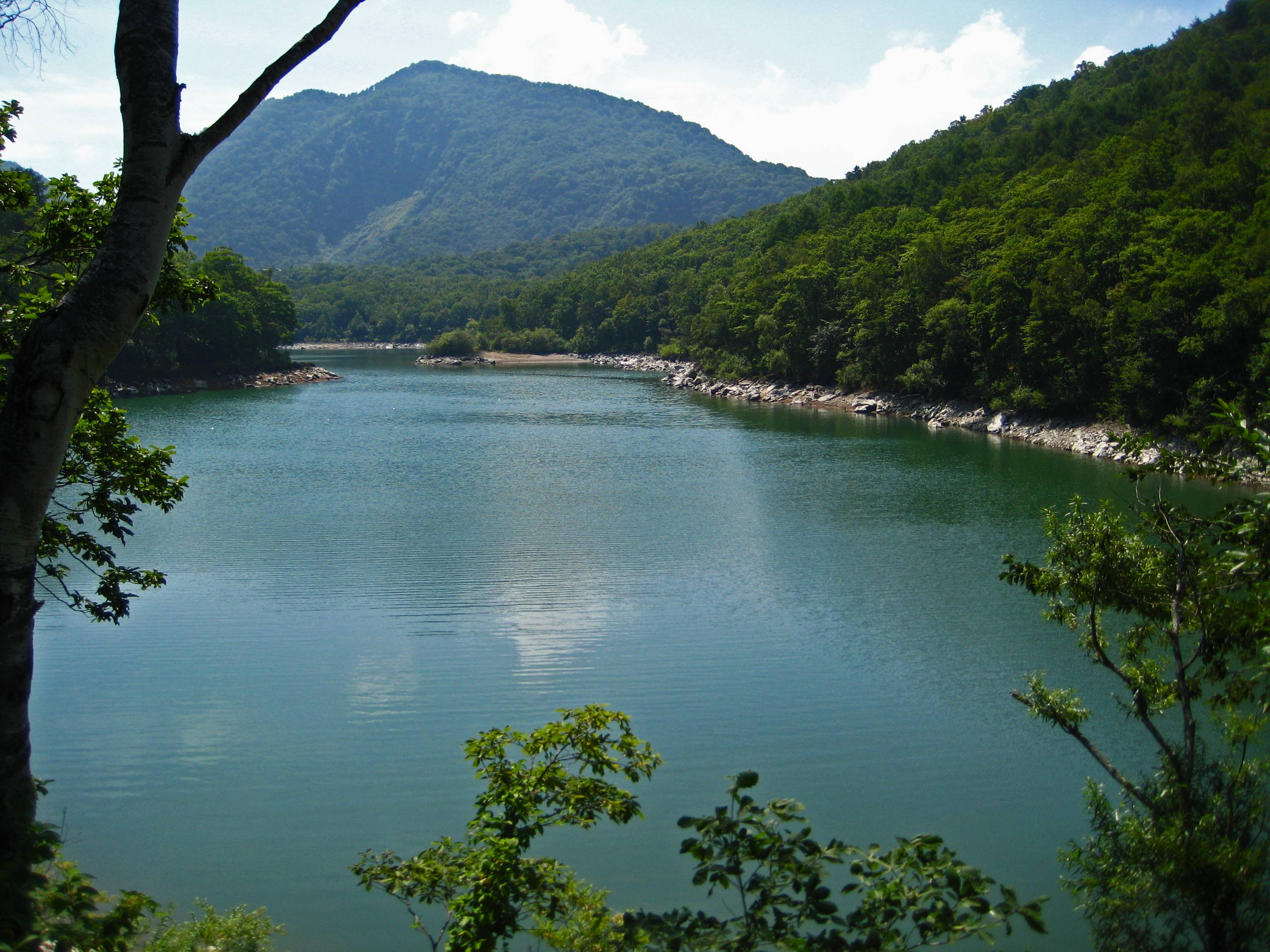
平穏発電所の貯水池として利用される志賀高原の琵琶池（2008年）

長野電灯では長野県下高井郡平穏村（ひらおむら、現・山ノ内町平穏）に3か所の水力発電所を建設した。この3か所の中で最も規模が大きいものが平穏第一発電所である。1926年（大正15年）11月19日に落成、12月2日に逓信省から仮使用認可が下りて同日より運転を開始した。
平穏第一発電所は信濃川水系夜間瀬川の支流である横湯川・角間川から取水して発電を行う。横湯川・角間川にそれぞれ堰堤を設けて取水し、一旦「琵琶池」へと導水（角間川からは「丸池」を挟んで琵琶池へ導水）。琵琶池の貯水を字追分にある第一水槽へ注ぎ、そこから波坂（なめさか）を下りた先、字十二沢比良の発電所へと水を落とし発電するという仕組みである。発電所出力は10,200 kW。発電設備はフォイト製の横軸ペルトン水車2台と芝浦製作所製の三相交流発電機（容量6,500キロボルトアンペア (kVA)）2台からなり、昇圧用の変圧器も有する。
平穏第一発電所には完成当初から大手電力会社大同電力の送電線が接続しており、発電所の発生電力は平穏第二・第三両発電所分を加えてすべて大同電力へと売電された。大同電力の「平穏送電線」は送電電圧77キロボルト (kV) の路線で、平穏第一発電所と吉田開閉所（長野市近郊の上水内郡朝陽村所在）の間を繋ぐ。終端の吉田開閉所では中央電気が大谷・鳥坂両発電所（新潟県・関川水系）からの送電用に建設していた既設送電線に接続し、中央電気経由で大同電力塩尻変電所（東筑摩郡広丘村所在）まで送電する。大同電力では塩尻変電所に集まるこれらの電力をすべて東京電灯への供給に充てており、平穏第一・第二・第三発電所が発電する電力の周波数も50ヘルツに設定された（それ以外の自社発電所は60ヘルツ）。
長野電気時代の1939年4月、平穏第一発電所に接続する大同電力送電線が日本発送電へと出資された。同年末時点では、平穏第一・第二・第三発電所については日本発送電へと全出力を供給する発電所に扱いが変わっている。

#### 平穏第二発電所
位置 ： 北緯36度43分12.4秒 東経138度26分36.0秒 / 北緯36.720111度 東経138.443333度
上記平穏第一発電所と関連する発電所に平穏第二発電所がある。第一発電所と同じく1926年11月19日に落成、12月2日より運転を開始した。
平穏第二発電所は上流側にある平穏第一発電所の放水（使用水量は第一発電所と同一）によって稼働する発電所である。具体的には、第一発電所放水口に導水路を直結して平穏村字五葉峯に設置の第二水槽へと導水し、そこから字上川原の発電所へ水を落とすことで発電する。発電所出力は5,000 kW。発電設備はフォイト製横軸ペルトン水車2台および芝浦製三相交流発電機（容量3,250 kVA）2台からなる。
送電線は平穏第一発電所とを繋ぐ送電電圧7 kVの自社線が接続している。

#### 平穏第三発電所
位置 ： 北緯36度43分33.1秒 東経138度26分10.7秒 / 北緯36.725861度 東経138.436306度
平穏第二発電所のさらに下流側に位置する発電所が平穏第三発電所である。平穏第二発電所の放水と角間川からの取水によって発電する。1927年（昭和2年）8月12日に逓信省からの仮使用認可があり、即日運転を開始した。
発電所は平穏村字上川原に立地。字大柳に再調整池を持っており、発電量とともに水量が変動する平穏第二発電所の放水を一旦池に留め、その水を常時平均の流量となるよう取水して発電する、という機能を有する（逆調整池式発電所）。使用水量は平穏第二発電所の4割に留まり、発電所出力も480 kWと小さい。発電設備は電業社製横軸フランシス水車1台および芝浦製三相交流発電機（容量700 kVA）1台からなる。
送電線は平穏第二発電所とを繋ぐ送電電圧7 kVの自社線が接続している。

### その他の発電所一覧
平穏第一・第二・第三発電所以外の自社発電所は下表の通りである。自社建設のみならず合併や事業買収で引き継いだ発電所も含めた。
- 旧信濃電気の発電所（14か所）については信濃電気#発電所を参照。
- 特記のない限り水力発電所である。

| 長野県所在 | 長野県所在    | 長野県所在                              | 長野県所在           | 長野県所在                 |
| 発電所名   | 出力 (kW)     | 所在地                                  | 河川名               | 運転開始年月               |
| ---------- | ------------- | --------------------------------------- | -------------------- | -------------------------- |
| 海ノ口     | 2,550         | 南佐久郡南牧村海ノ口                    | 信濃川〈千曲川〉     | 1933年9月                  |
| 松原       | 450           | 南佐久郡北牧村豊里 （現・小海町豊里）   | 信濃川水系大月川     | 1925年8月                  |
| 八那池第一 | 270 →540 →810 | 南佐久郡北牧村豊里 （現・小海町豊里）   | 信濃川水系大月川ほか | 1912年12月                 |
| 八那池第二 | 450           | 南佐久郡北牧村豊里 （現・小海町豊里）   | 信濃川水系大月川     | 1919年9月                  |
| 長倉       | 520           | 北佐久郡西長倉村 （現・軽井沢町長倉）   | 信濃川水系湯川・泥川 | 1924年12月                 |
| 茂沢       | 1,600         | 北佐久郡伍賀村茂沢 （現・軽井沢町茂沢） | 信濃川水系湯川       | 1920年6月                  |
| 広戸       | 1,500         | 北佐久郡伍賀村広戸 （現・御代田町広戸） | 信濃川水系湯川       | 1926年1月                  |
| 湯沢       | 280           | 北佐久郡春日村 （現・佐久市春日）       | 信濃川水系鹿曲川     | 1923年4月                  |
| 芋井       | 250 →550      | 上水内郡芋井村入山 （現・長野市入山）   | 信濃川水系裾花川     | 1905年4月                  |
| 茂菅       | 60 →120       | 長野市茂菅                              | 信濃川水系裾花川     | 1898年5月 1934年7月廃止    |
| 里島       | 3,280         | 長野市西長野                            | 信濃川水系裾花川     | 1936年1月                  |
| 小黒       | 225           | 上伊那郡伊那町 （現・伊那市伊那）       | 天竜川水系小黒川     | 1913年1月 1915年11月譲渡   |
| 群馬県所在 |               |                                         |                      |                            |
| 発電所名   | 出力 (kW)     | 所在地                                  | 河川名               | 運転開始年月               |
| 高芝       | 120           | 碓氷郡坂本町（現・安中市）              | 利根川水系霧積川     | 1911年10月 1932年8月廃止   |
| 坂本       | 50            | 碓氷郡坂本町（現・安中市）              | 利根川水系碓氷川     | 1914年 1932年8月廃止       |
| 中川       | 50            | 碓氷郡細野村（現・安中市）              | 利根川水系中川       | 1920年10月 1933年5月廃止   |
| 富岡       | 60            | 北甘楽郡富岡町 （現・富岡市）           | ガス力発電所         | 建設時期不詳 1925年4月廃止 |

備考
- 海ノ口発電所は中外電力、湯沢発電所は鹿曲川水力電気、高芝・坂本・富岡発電所は西毛電気、中川発電所は碓氷電気からそれぞれ引き継いでいる[25][84]。
- 発電所出力の変更は以下の通り。
  - 八那池第一発電所は1913年に270 kWから540 kWへ、1915年8月にさらに810 kWへ増強[25]。
  - 芋井発電所は1907年12月に250 kWから550 kWへ増強[25]。
  - 茂菅発電所は1900年3月に60 kWから120 kWへ増強[25]。
- 小黒発電所は伊那電車軌道（後の伊那電気鉄道）へ譲渡[1][25]。

### 電力国家管理以降の帰属
上記#電力国家管理による設備出資節で記したように、27か所あった長野電気の発電所のうち平穏第一・平穏第二・平穏第三の3発電所（総出力15,680 kW）は1941年10月1日付、清水沢・西野・高沢第一・高沢第二・杉野沢の5発電所（総出力23,650 kW、すべて旧信濃電気所属）は1942年4月1日付でいずれも日本発送電へと出資された。このうち高沢第一・高沢第二発電所については、日本発送電時代には出力14,850 kWの単一発電所（高沢発電所）として扱われている。これら8発電所以外の19発電所（総出力21,400 kW）はすべて1942年4月1日付で中部配電へと継承された。
太平洋戦争後の1951年（昭和26年）5月1日、電気事業再編成令により日本発送電と配電会社9社は解散し、その再編成により中部電力や東北電力など発送配電一貫経営の電力会社9社が新設された。再編成に際し、旧長野電気発電所のうち中部配電継承の19か所と平穏第一・平穏第二・平穏第三の3発電所は中部電力へと引き継がれた。その一方で、清水沢・西野・高沢・杉野沢の4発電所は日本発送電から東北電力へと移管されている。
中部電力へと引き継がれた旧長野電気の発電所のうち、湯沢発電所は1960年（昭和35年）4月、八那池第二発電所は1968年（昭和43年）3月、芋井発電所は同年12月にそれぞれ廃止されており、現存しない。また東北電力へ渡った清水沢発電所も1969年（昭和44年）10月に廃止済みである。

## 人物

### 社長（会長）

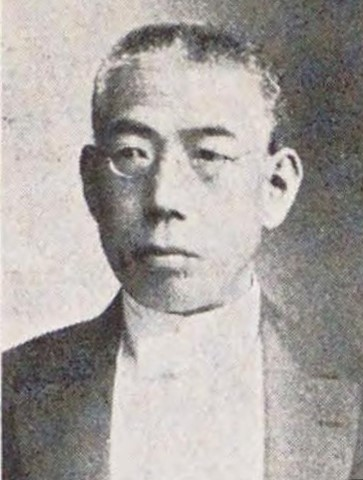
長野電灯第4代社長諏訪部庄左衛門

長野電灯設立から長野電気解散までの45年間に以下の4名が取締役社長（または会長）を務めた。
初代 - 小坂善之助
- 在任期間 ： 1897 - 1902年・1903 - 1906年

長野電灯発起人の一人で、1897年の会社設立とともに取締役会長に就任。1902年8月に一旦取締役を辞任したが、翌1903年1月に再任された。上水内郡柳原村の豪農で、衆議院議員や信濃銀行（初代）頭取・信濃毎日新聞社長を兼ねた。
1905年6月に発生した信濃銀行での資金流出事件と自身の病気のため引退した。1906年1月の役員改選で取締役に選出されていないことが確認できる。
2代 - 花岡次郎
- 在任期間 ： 1906 - 1907年・1908 - 1923年

1906年1月16日取締役会長に就任。1907年9月に一旦取締役を辞任したが、翌1908年1月に再任された。役職名は当初「会長」であったが、1912年版の役員録では「社長」となっている。上水内郡若槻村の地主で小坂善之助の女婿（長女の夫）。
1923年9月23日、長野電灯取締役社長在任のまま死去した。
3代・5代 - 小坂順造
- 在任期間 ： 1923 - 1929年・1931 - 1937年

1923年9月28日社長に就任。取締役就任は同年1月のことだが、それ以前にも1909年1月から1918年10月にかけて務めている。小坂善之助の長男。父同様に実業界・政界双方で活動しており、1912年より衆議院議員、1932年以降は貴族院多額納税者議員を務めた。
1929年7月4日付で再び取締役を辞任した。この辞任は拓務政務次官就任に伴う措置で、1931年4月の政務次官離職後は実業界に復帰している。長野電灯社長復帰は1931年7月17日付で、同時に代表取締役にも選ばれた。なお同年5月からは信濃電気の社長も務める。
4代 - 諏訪部庄左衛門
- 在任期間 ： 1929 - 1931年（副社長 ： 1931 - 1937年）

1929年7月17日社長就任。翌1930年7月29日以降は代表取締役制の導入で代表取締役社長である。取締役就任は1905年1月で、社長就任前は1924年1月より常務を務めた。家業として長野市内で菜種油製造を営む（屋号は「三河屋」）。
1931年7月17日、小坂順造の社長復帰に伴い副社長（代表取締役副社長）に回った。長野電気発足直前、1937年1月5日付で長野電灯の代表取締役および取締役から辞任した。

### 常務
長野電灯では諏訪部庄左衛門（1921 - 1929年在任）のほか以下の2名が常務取締役を務めた。
2代 - 湯浅三郎
- 在任期間 ： 1921 - 1937年

1924年1月、取締役選出とともに常務就任。元は1923年12月に合併した西毛電気の社長であった。群馬県碓氷郡安中町の人物で味噌・醤油醸造業を営む。
1937年3月の長野電気発足まで常務取締役に在任した。長野電気でも取締役に選出されているが、常務には就いていない。
3代 - 花岡俊夫
- 在任期間 ： 1929 - 1937年

1924年1月に取締役選出ののち、1929年下期に常務就任。花岡次郎の婿養子であり、1923年10月から支配人であった。1931年7月17日小坂順造とともに代表取締役となる（代表取締役常務）。信濃電気においても1930年4月より常務取締役を務めた。
また1897年の長野電灯設立とともに羽田定八が「専務取締役」に就任した。羽田は長野市在住の人物で、会社発起人の一人でもある。3年後、1900年初頭時点での役員録では専務を外れ取締役のみを務めるとある。その後1911年9月に取締役も辞任した。

### 取締役
1922年（大正11年）以降に取締役（社長・副社長・常務は含まず）を務めた人物は以下の5名である。
- 小林久七 ： 1912年11月就任[212]、1931年6月辞任[213]。取締役就任当時は長野実業銀行（長野市）取締役兼総支配人[214]、退任時は信濃銀行（2代目）頭取[215]。
- 神津藤平 ： 1912年11月就任[212]。北佐久郡志賀村の地主、後の長野電鉄社長[216][217]。
- 半田善四郎 ： 1924年1月就任[72]。群馬県碓氷郡原市町の呉服商[208]。
- 高橋保 ： 1924年1月就任[72]。元主任技術者（1911年から1919年2月まで在職）[1]。
- 小坂武雄 ： 1933年1月就任[218]。小坂順造の弟で信濃毎日新聞常務取締役[219]。

1937年3月の信濃電気との合併まで在任した取締役は、小坂順造（社長）・花岡俊夫（常務）・湯浅三郎（同）・神津藤平・半田善四郎・高橋保・小坂武雄の7名である。

### 監査役

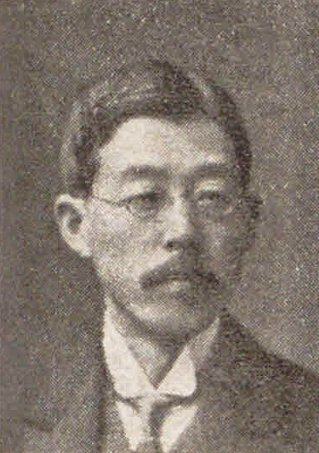
監査役を務めた小山完吾

信濃電気との合併時に在職していた監査役は以下の5名である。
- 大塚宗次 ： 北佐久郡小諸町の実業家[220]。
- 宮下友雄 ： 長野市の金物商、長野市庶民信用組合理事長。宮下太七郎の長男[221]。
- 鈴木雄次郎 ： 長野市の弁護士[222]。
- 高山郷三 ： 北佐久郡小沼村の実業家高山永三郎の長男[223]。
- 小山完吾 ： 元明治生命保険常務・時事新報社長[224]。

### 長野電気時代の役員

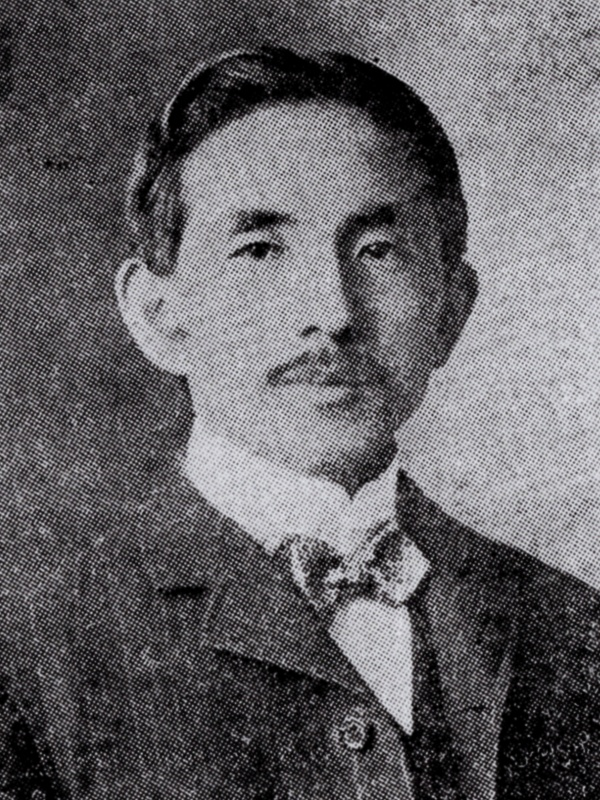
元信濃電気社長名取和作

1937年3月の長野電気創立総会にて選出された役員は以下の14名である。
- 代表取締役
  - 小坂順造 ： 社長。長野電灯・信濃電気社長から転任。
  - 花岡俊夫 ： 常務。長野電灯・信濃電気常務から転任。
- 取締役
  - 名取和作 ： 信濃電気取締役から転任[4]。
  - 湯浅三郎 ： 長野電灯常務から転任。
  - 高橋保 ： 長野電灯取締役から転任。
  - 飯島正一 ： 信濃電気取締役から転任[4]。
  - 児玉衛一 ： 信濃電気取締役から転任[4]。
  - 大岩復一郎 ： 信濃電気取締役から転任[4]。支配人兼任[124][164]。
  - 諏訪部元助 ： 諏訪部庄左衛門の長男[29]。
- 監査役
  - 神津藤平 ： 長野電灯取締役から転任。
  - 丸山盛雄 ： 信濃電気取締役から転任[4]。
  - 小坂武雄 ： 長野電灯取締役・信濃電気監査役から転任[4]。
  - 越六郎 ： 信濃電気監査役から転任[4]。
  - 鈴木雄次郎 ： 長野電灯監査役から転任。

設立から3年後の1940年4月24日に開かれた株主総会において取締役の改選があり、高橋保が退任し以下の2名が取締役に新任された。
- 川原富治 ： 技師長[169]。元は長野電灯の主任技術者兼電気課長[148]。
- 小林周蔵 ： 経理課長[169]。元は信濃電気の経理課長[148]。

1942年3月末までの間に上記のほかに役員の異動はなかった。
1942年5月1日付の長野電気解散に際しては小坂順造が代表清算人となった。15名の役員のうち後継の国策会社に転じた人物は花岡俊夫と大岩復一郎の2名で、花岡は中部配電理事（取締役に相当）兼長野支店長に、大岩は同社理事兼業務部長に転じた。大岩は太平洋戦争後の1946年（昭和21年）より海東要造の後任として中部配電第2代社長に昇格している。また川原富治が大岩の社長昇格と同時に監査役に入った。